# Biserica Sfinții Arhangheli din Cotiglet

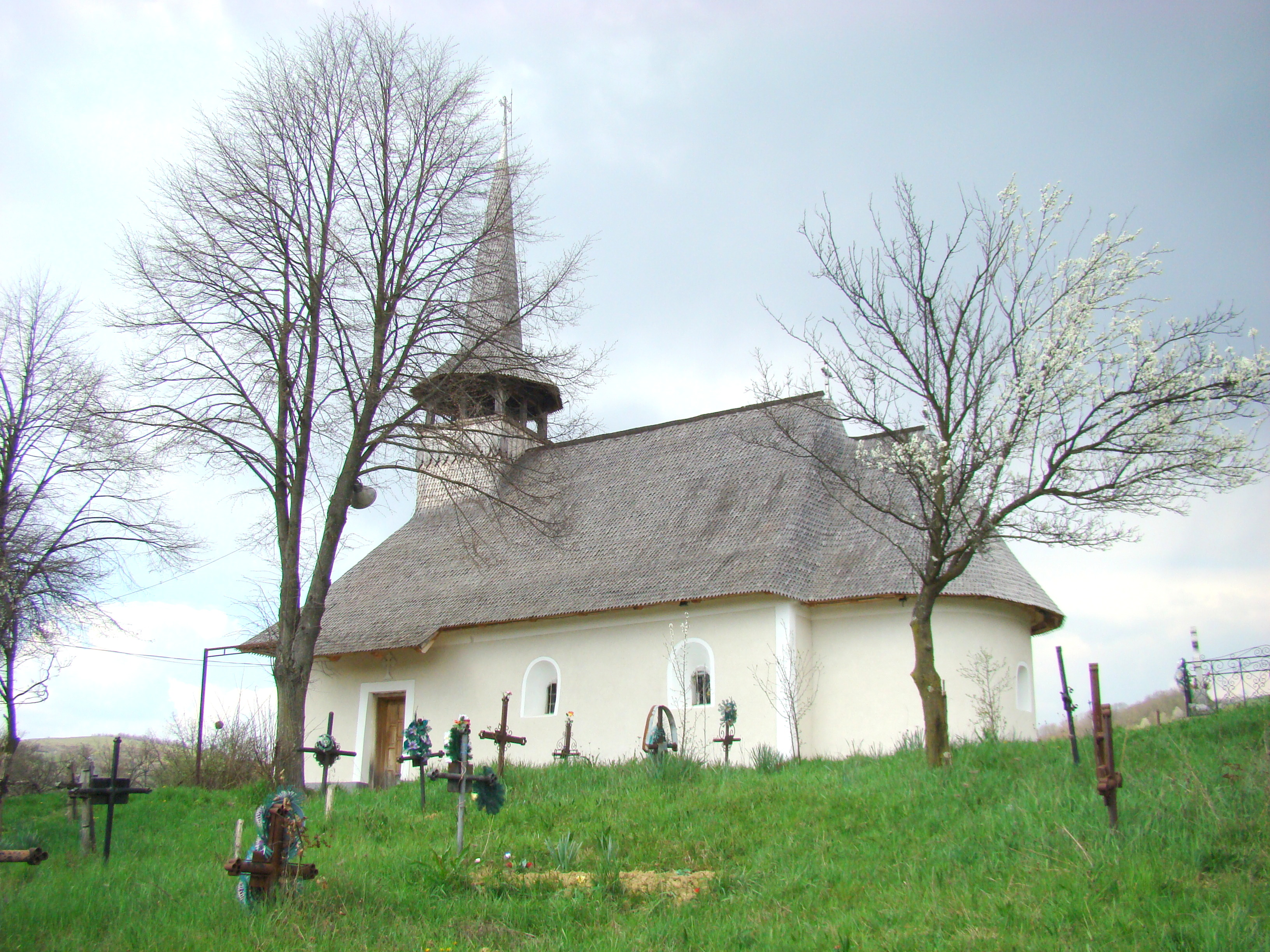
Biserica de zid „Sfinții Arhangheli” din Cotiglet, județul Bihor, foto: aprilie 2010.

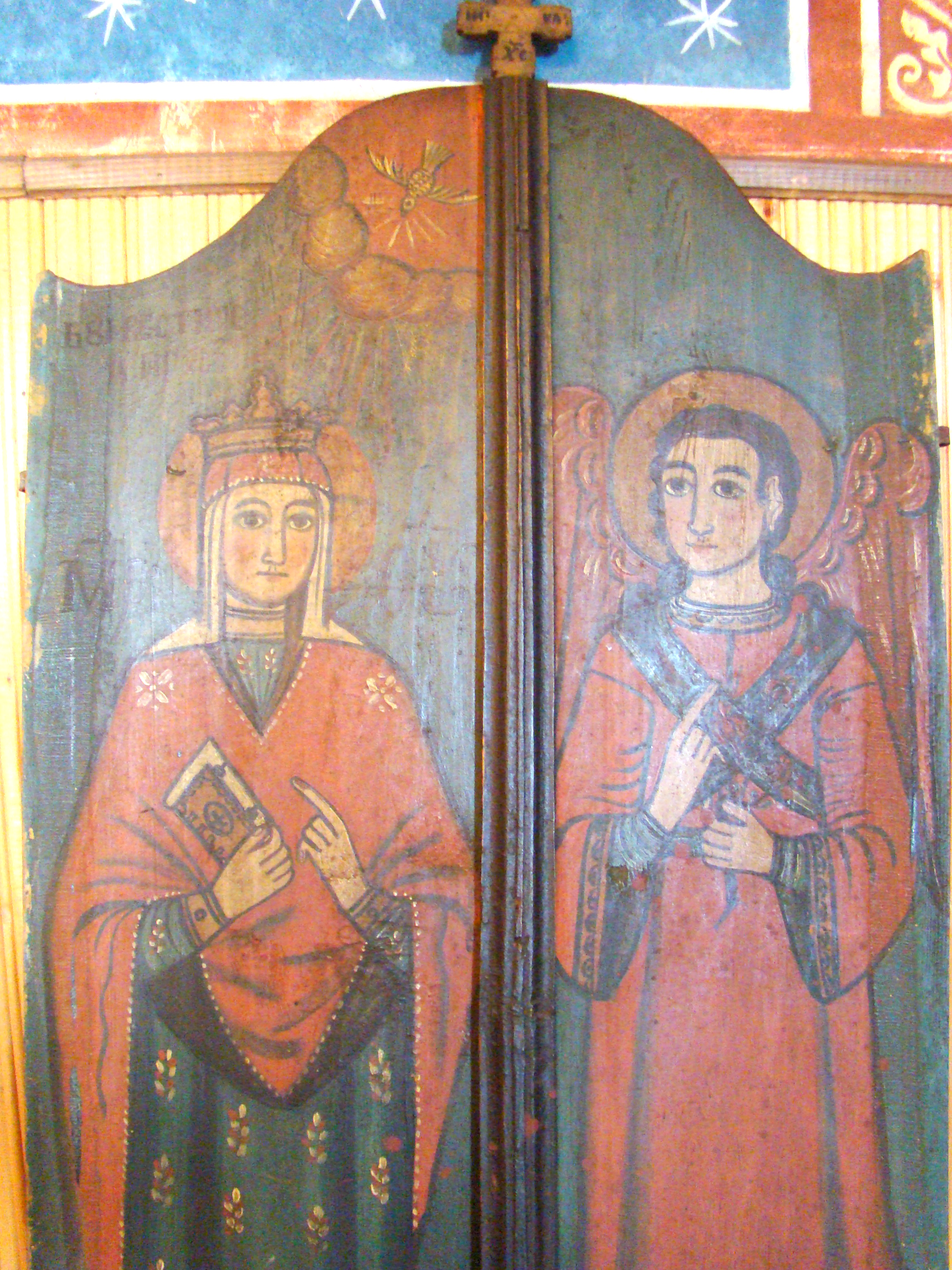
Ușile împărătești

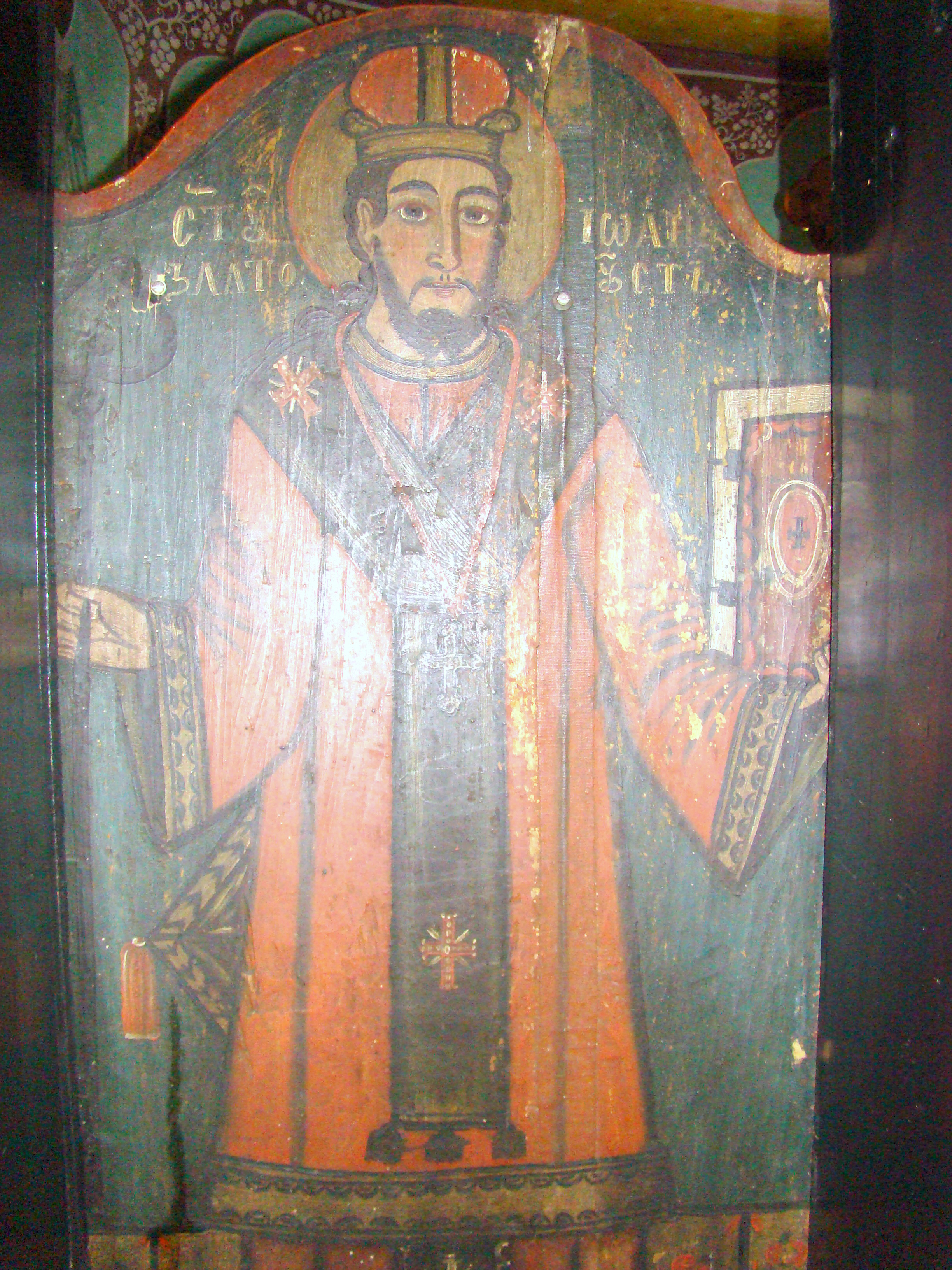
Ușă diaconească

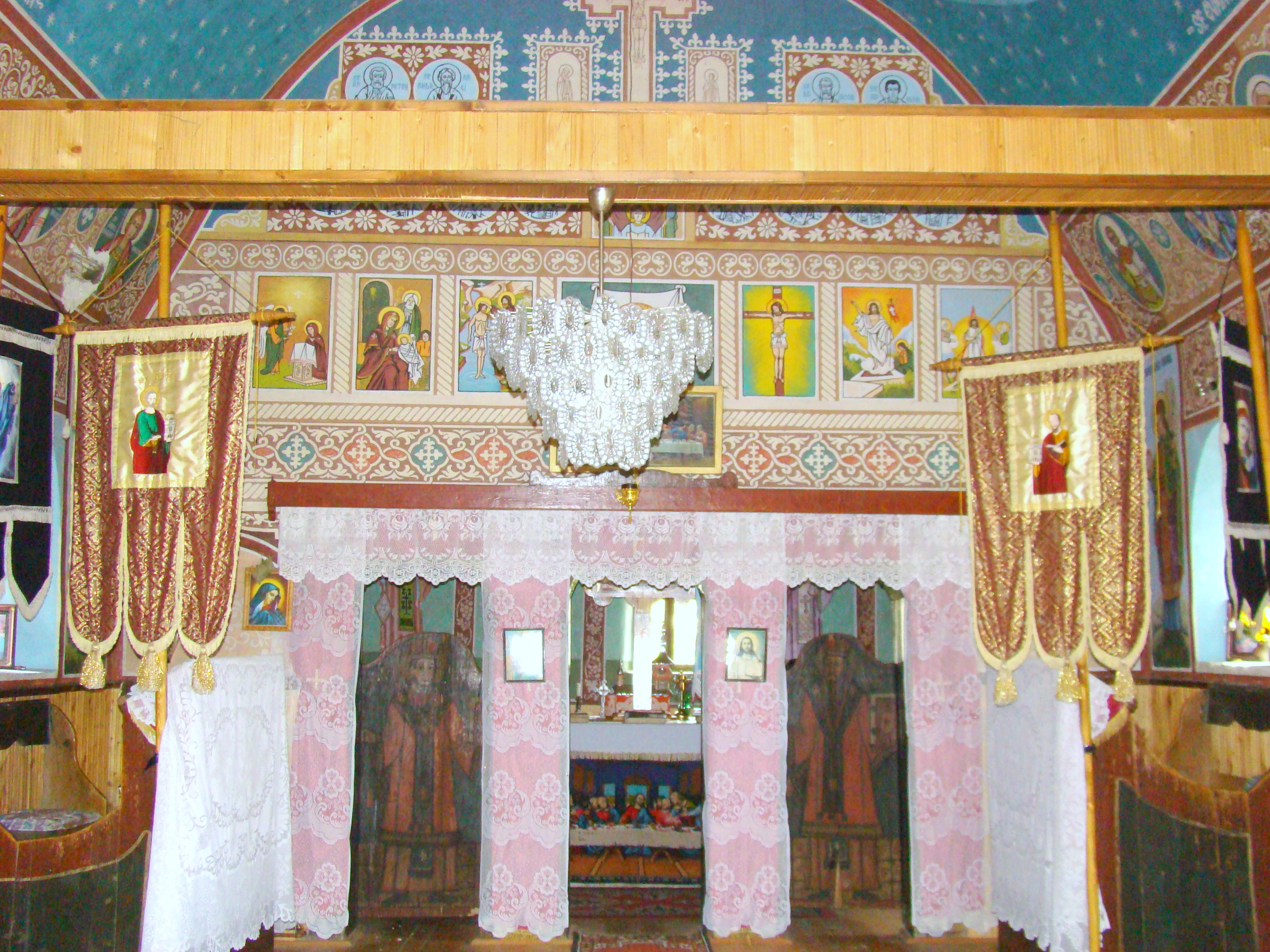
Interiorul navei spre iconostas și grinda tirant

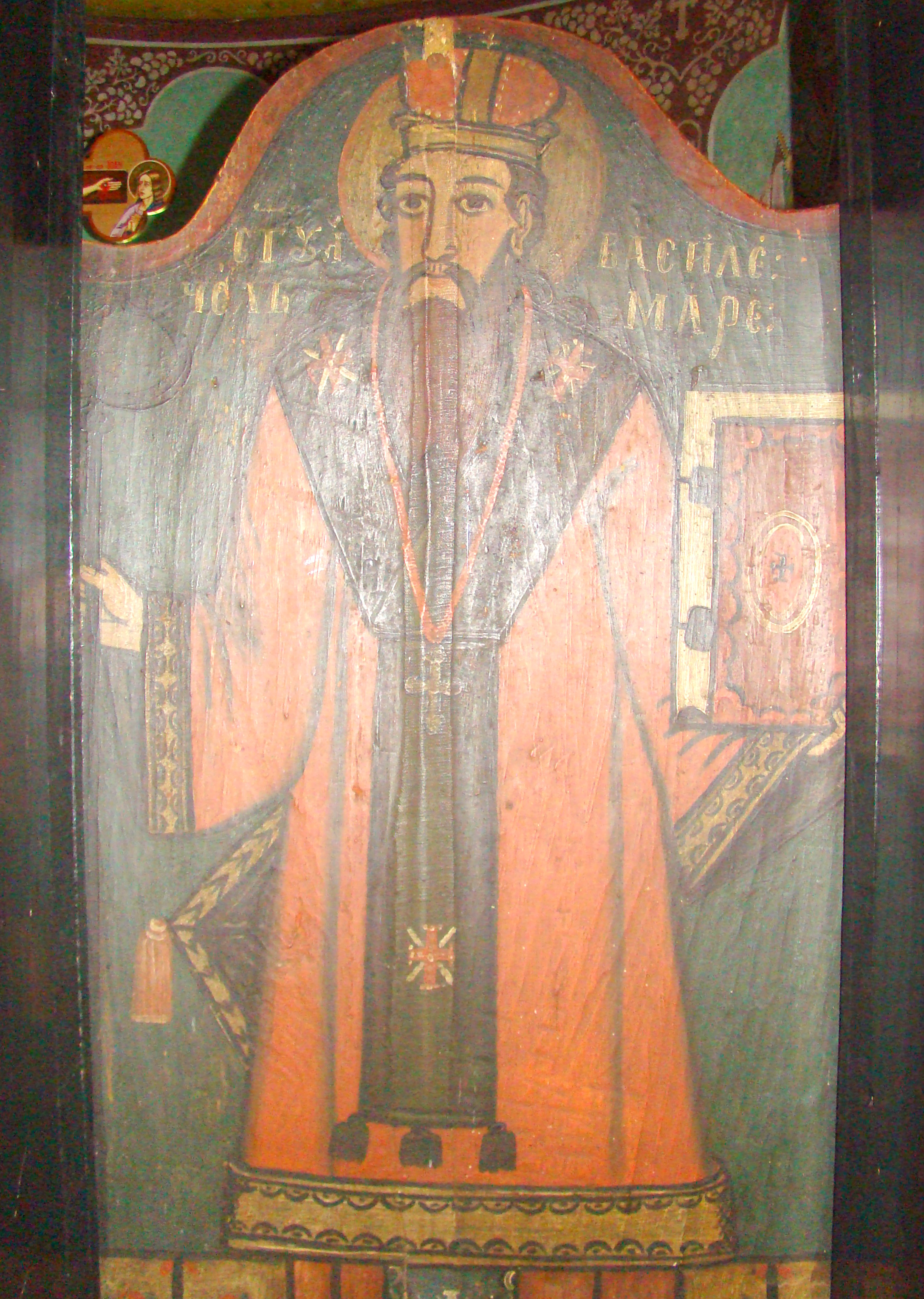
Ușă diaconească

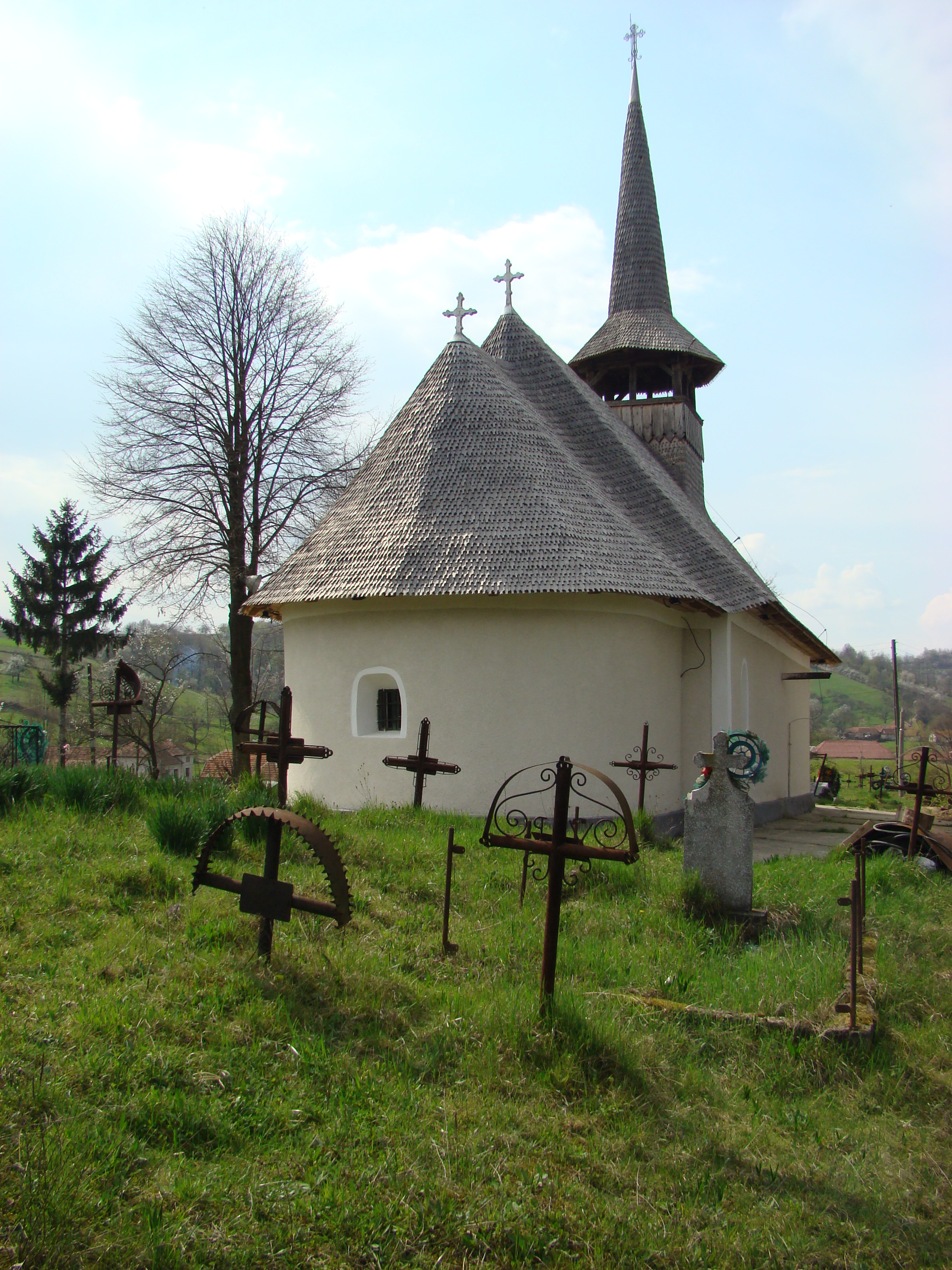
Vedere dinspre est a bisericii

Biserica din Cotiglet, comuna Ceica, județul Bihor, datează din secolul XVII. Are hramul „Sfinții Arhangheli Mihail și Gavriil”. Biserica se află pe noua listă a monumentelor istorice sub codul LMI  BH-II-m-B-01140.

## Istoric și trăsături
Pe dealul din fața satului Cotiglet s-a păstrat o veche biserică românească de piatră aproape neștiută în istoria culturală (pentru că până de curând n-a fost trecută în vreun repertoriu istoric) despre care tradiția din partea locului spune că a fost clădită în urmă cu trei veacuri. Faptul este confirmat la 1789 chiar de Conscripția lăcașurilor românești din ținut, care atesta că biserica satului era, la acea dată, veche, clădită din zid, în stare bună și pe măsura nevoilor locuitorilor. Edificiul are ziduri din piatră de râu clădită cu mortar până la nivelul acoperișului din lemn (șindrilă). Ca toate ctitoriile sătești ale epocii, construcția impresionează nu prin monumentalitate, ci prin tehnica de construcție aparte și grosimea deosebită a zidurilor, care, la bază depășește un metru. Această biserică sătească de piatră din a doua jumătate a veacului al XVII-lea (una din puținele ce s-au păstrat până în zilele noastre în Țara Crișurilor) este ctitoria unuia dintre cei mai de seamă cărturari români din vremea Evului Mediu de pe aceste meleaguri-Popa Ursu din Cotiglet. Întotdeauna a semnat astfel spunându-și Ursu. Era, de obârșie din partea locului, după propria-i mărturisire „de(s)pre părinți” fiind din satul învecinat Topa de Sus, născut însă în localitatea Dușești. Anul nașterii nu-l amintește. Cunoaștem în schimb anul când a încetat din viață, 1700, notat în cuprinsul unei însemnări de pomenire scrisă pe Molivtelnicul său, copiat înainte de 1692. Se poate presupune-dacă va fi murit de bătrânețe-că s-a născut în primele decenii ale veacului al XVII-lea. În Cotiglet s-a stabilit de la bun început ca preot sătesc și nu-i exclus să fi exercitat și funcția de jude dar până în prezent nu există o dovadă certă în acest sens. Ursu din Cotiglet a copiat numeroase texte. Grafica arată, în primul rând, în persoana copistului din Bihor un om cu aleasă știință de carte. Este o scriere cu totul aparte, originală, nemaiîntâlnită în cadrul paleografiei chirilice românești, cu un duct îngrijit și uniform, ce atestă nu numai pricepere, ci și pasiune. Alături de o serie de tipuri de litere noi, simple, așa cum o cerea lumea sa, se relevă o concepție nouă despre carte, ce ține de o nouă mentalitate culturală, în primul rând de a scrie cartea, ornamentației acordându-i-se un rol secund.

## Imagini din interior

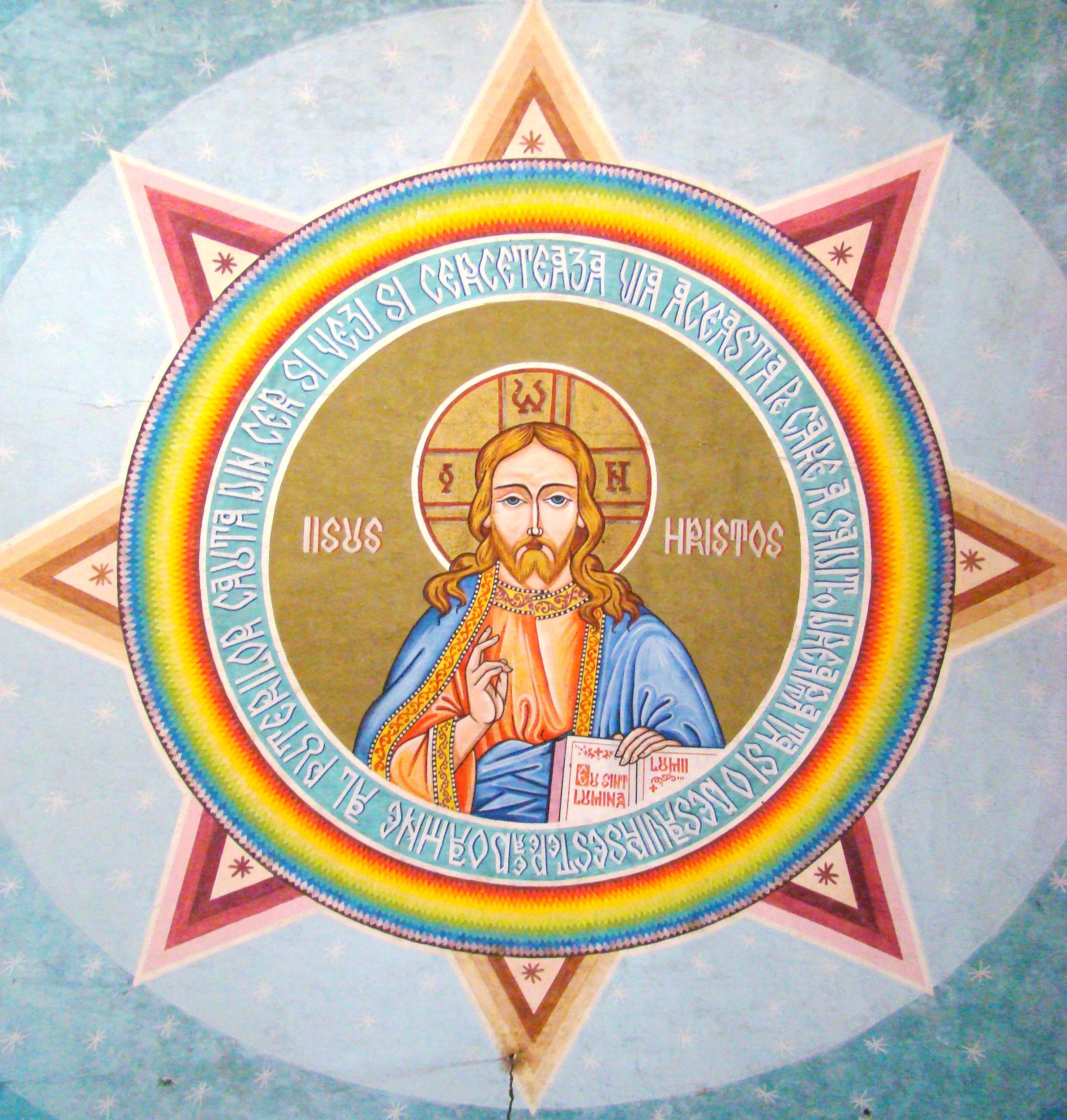
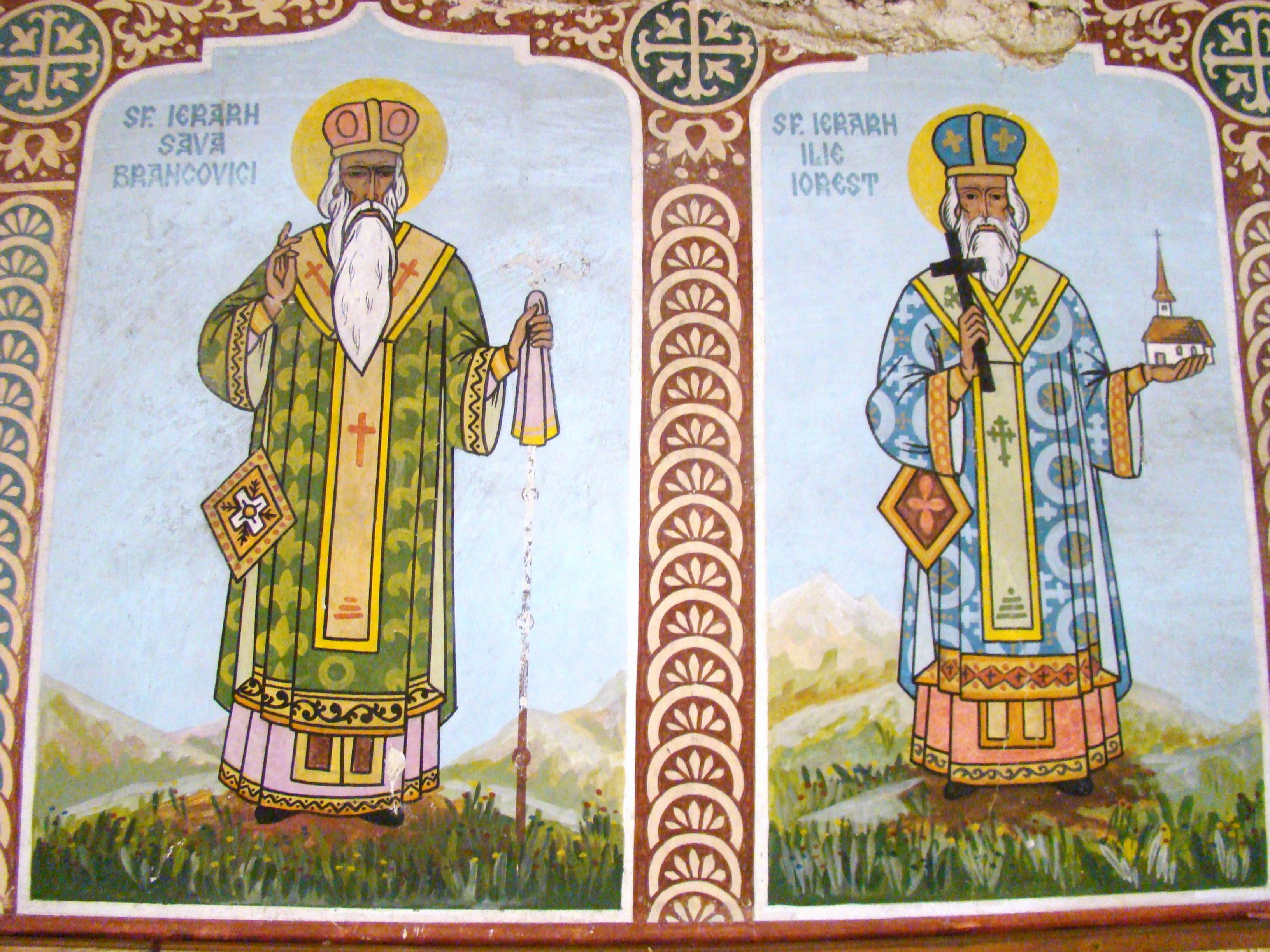
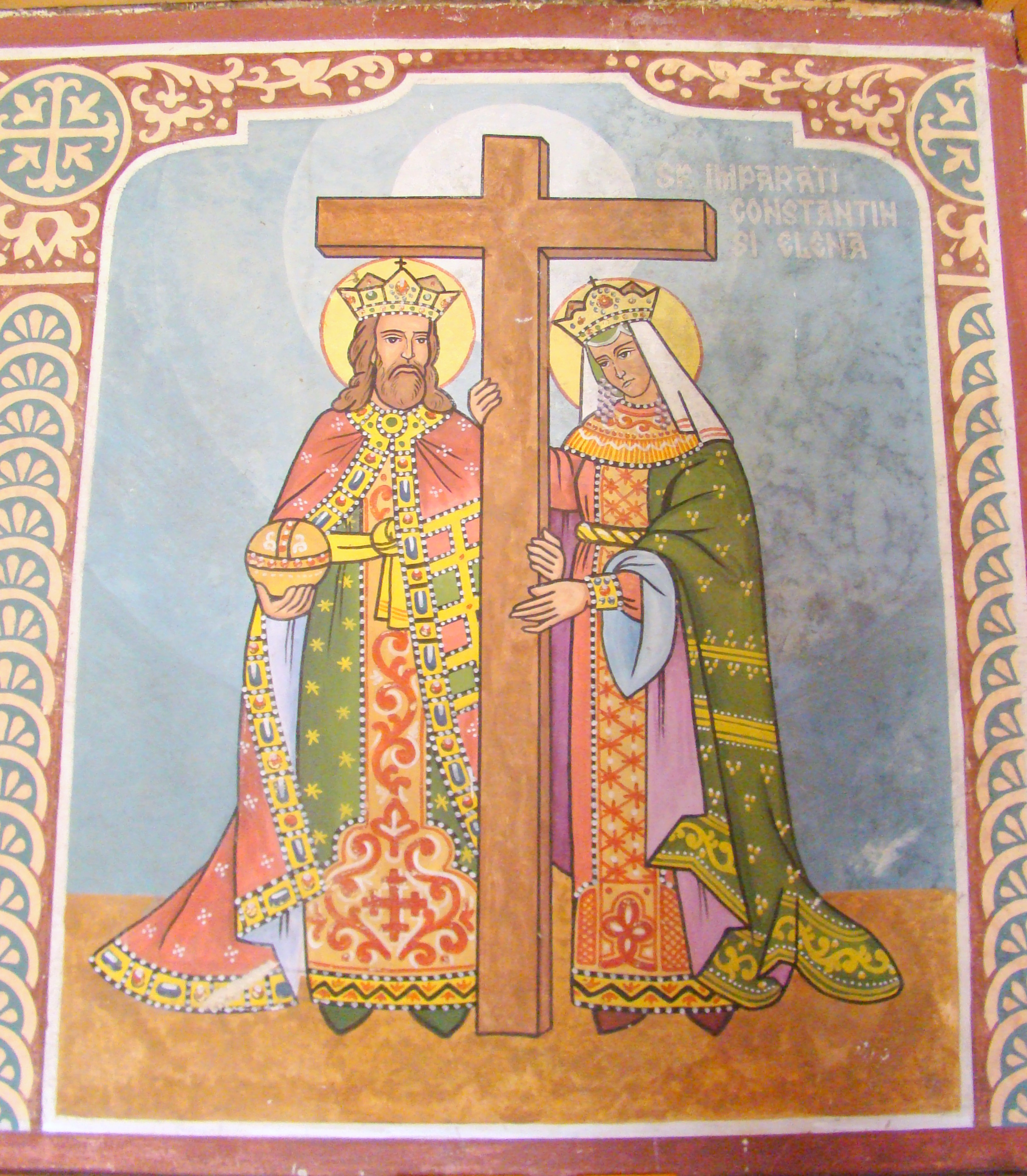
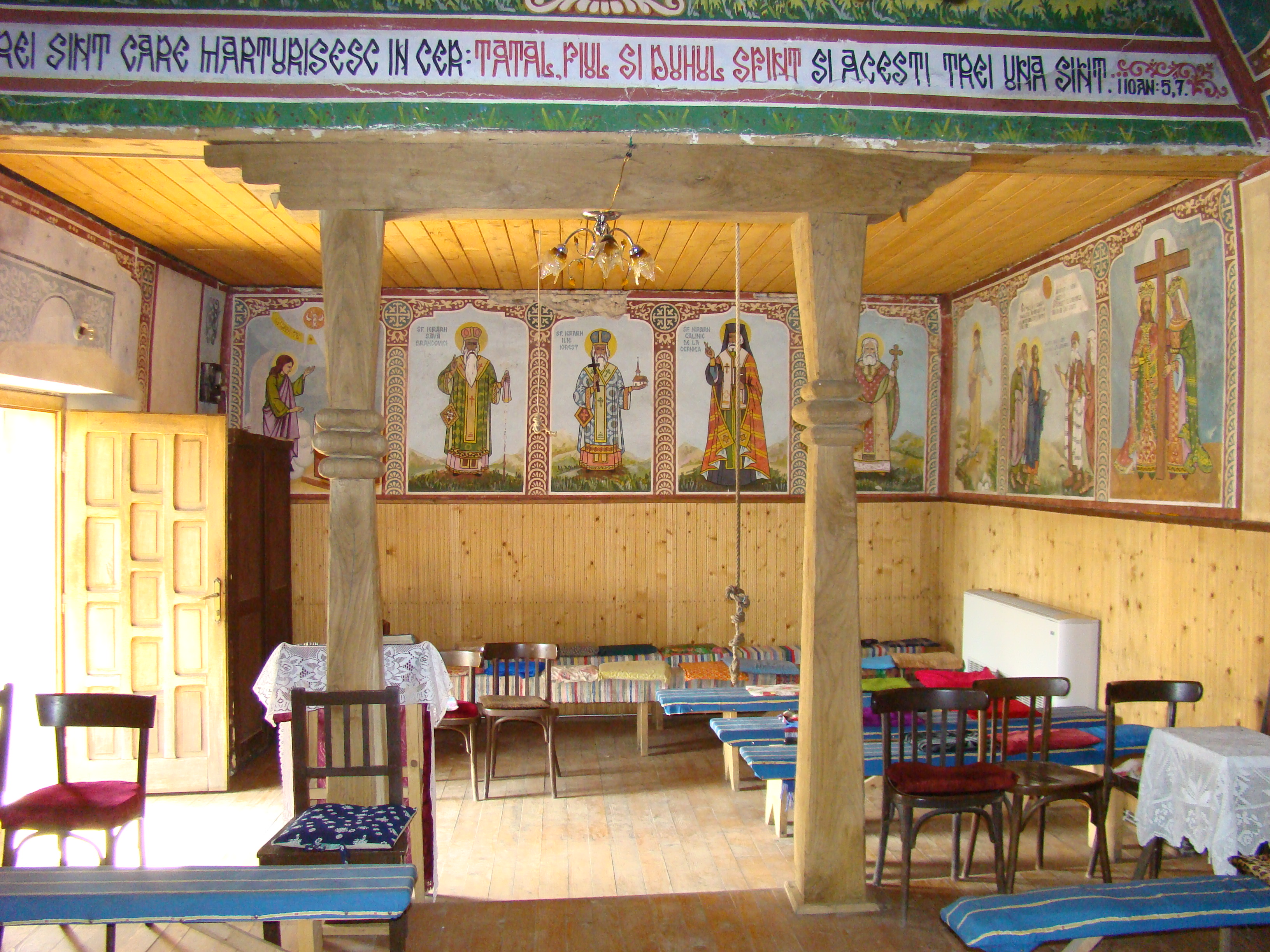
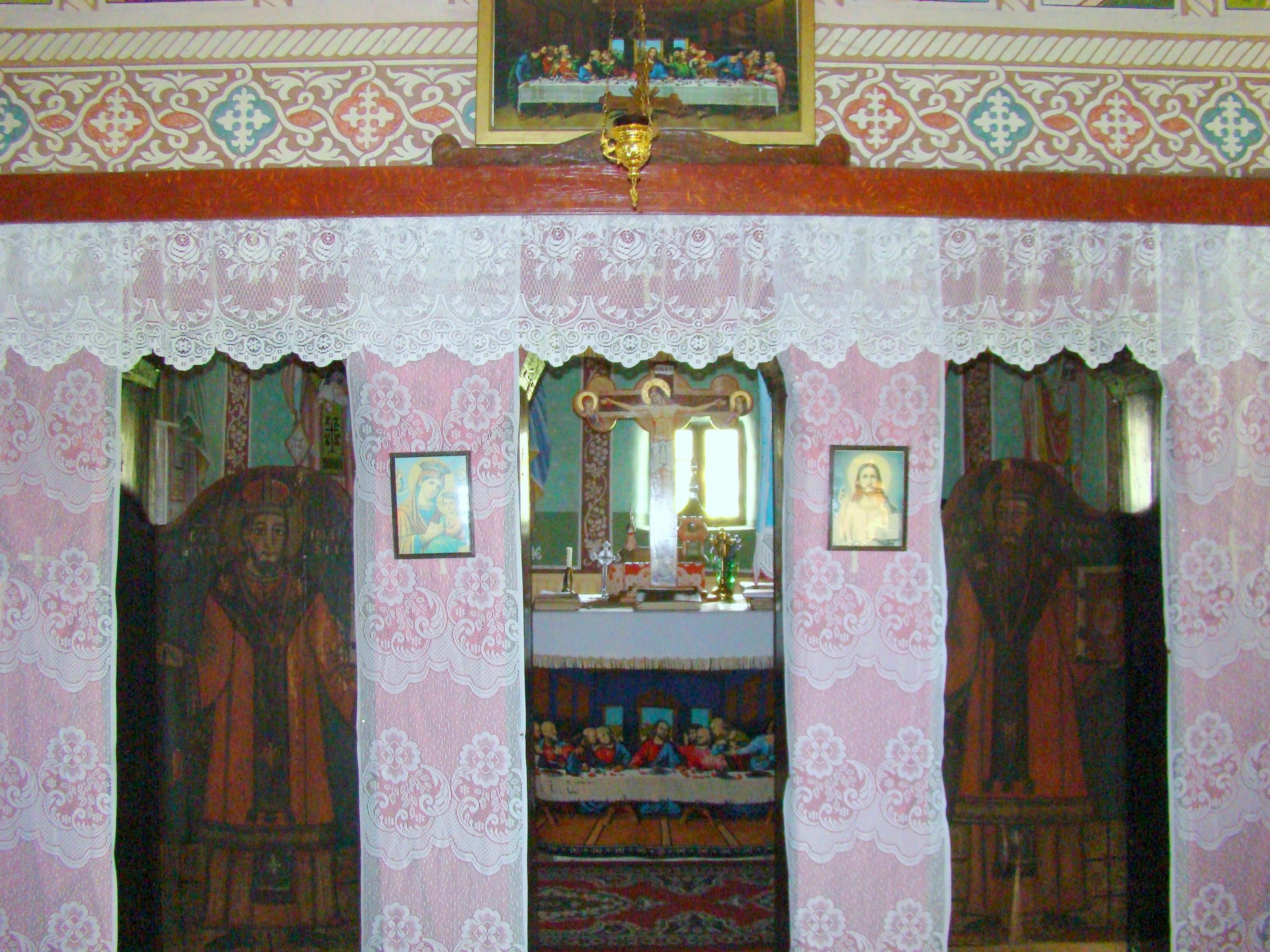
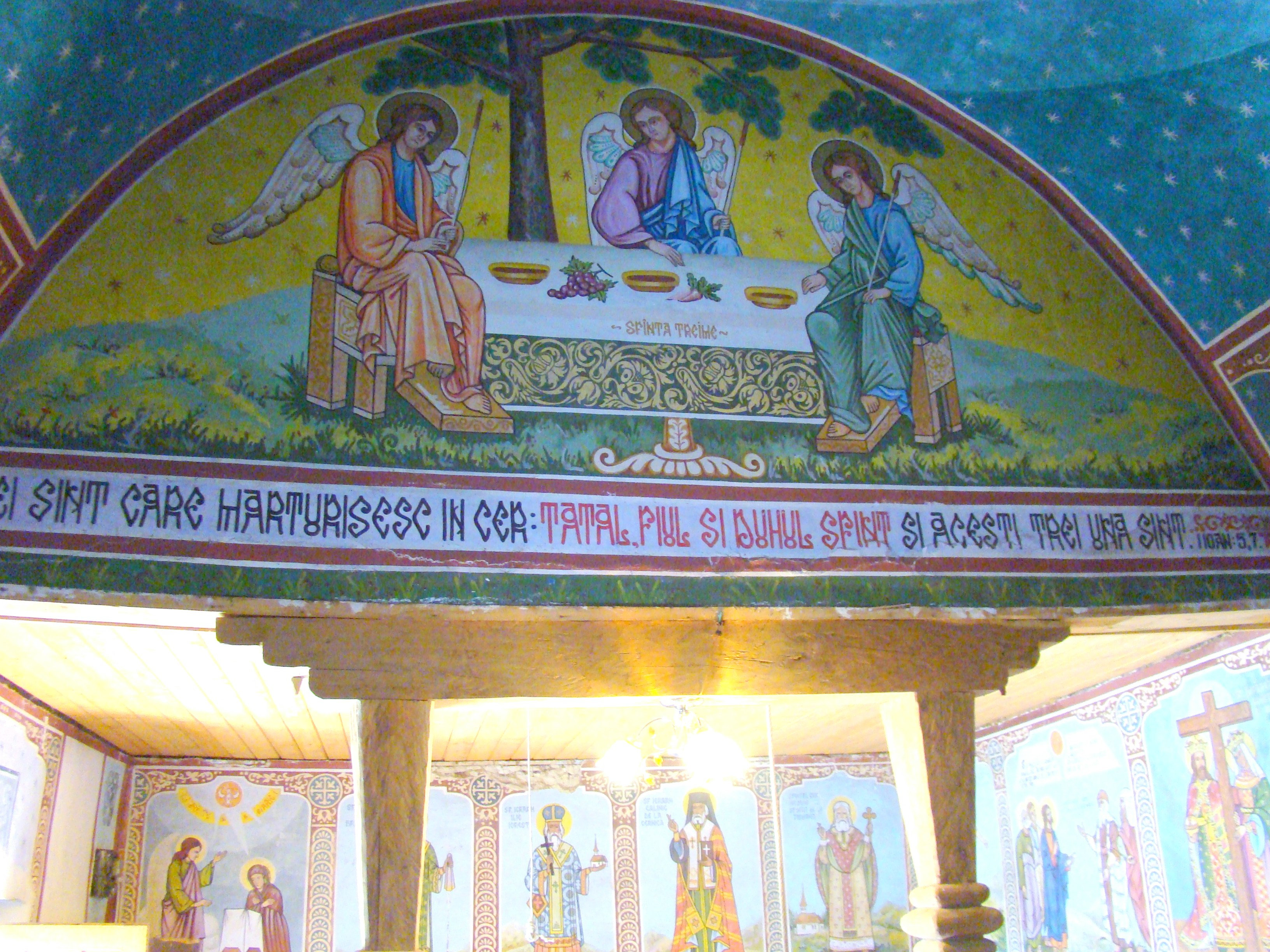
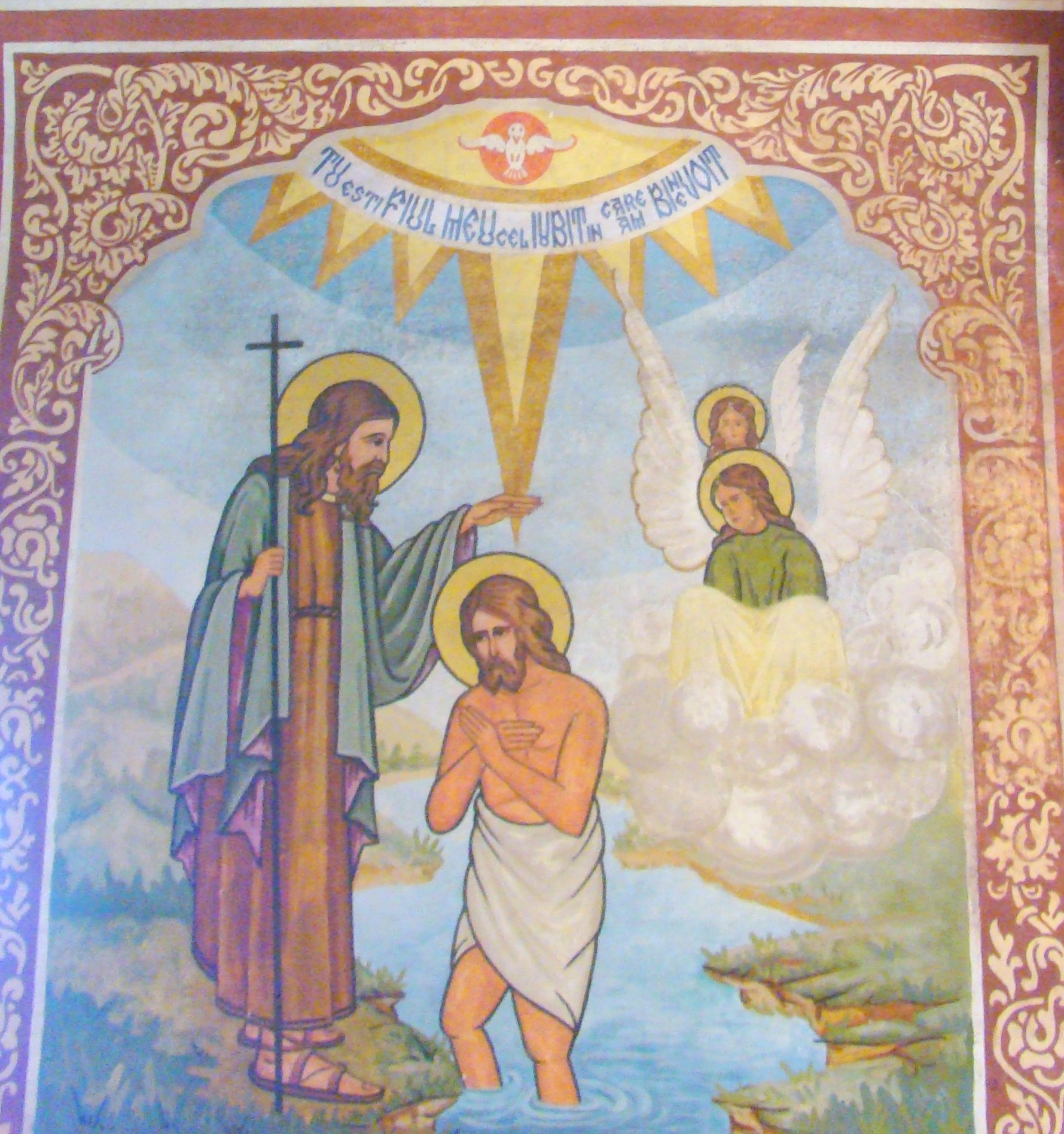
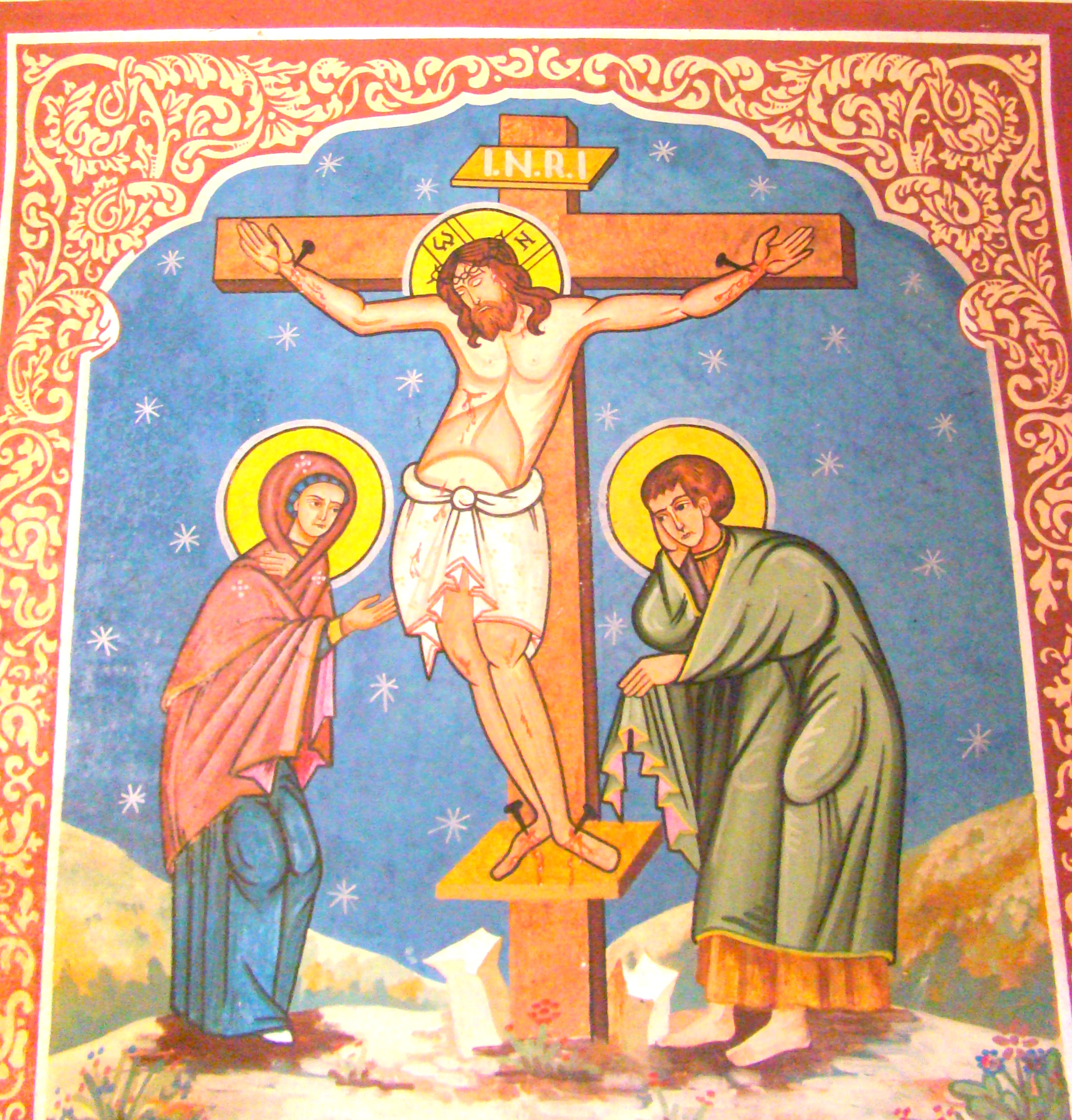
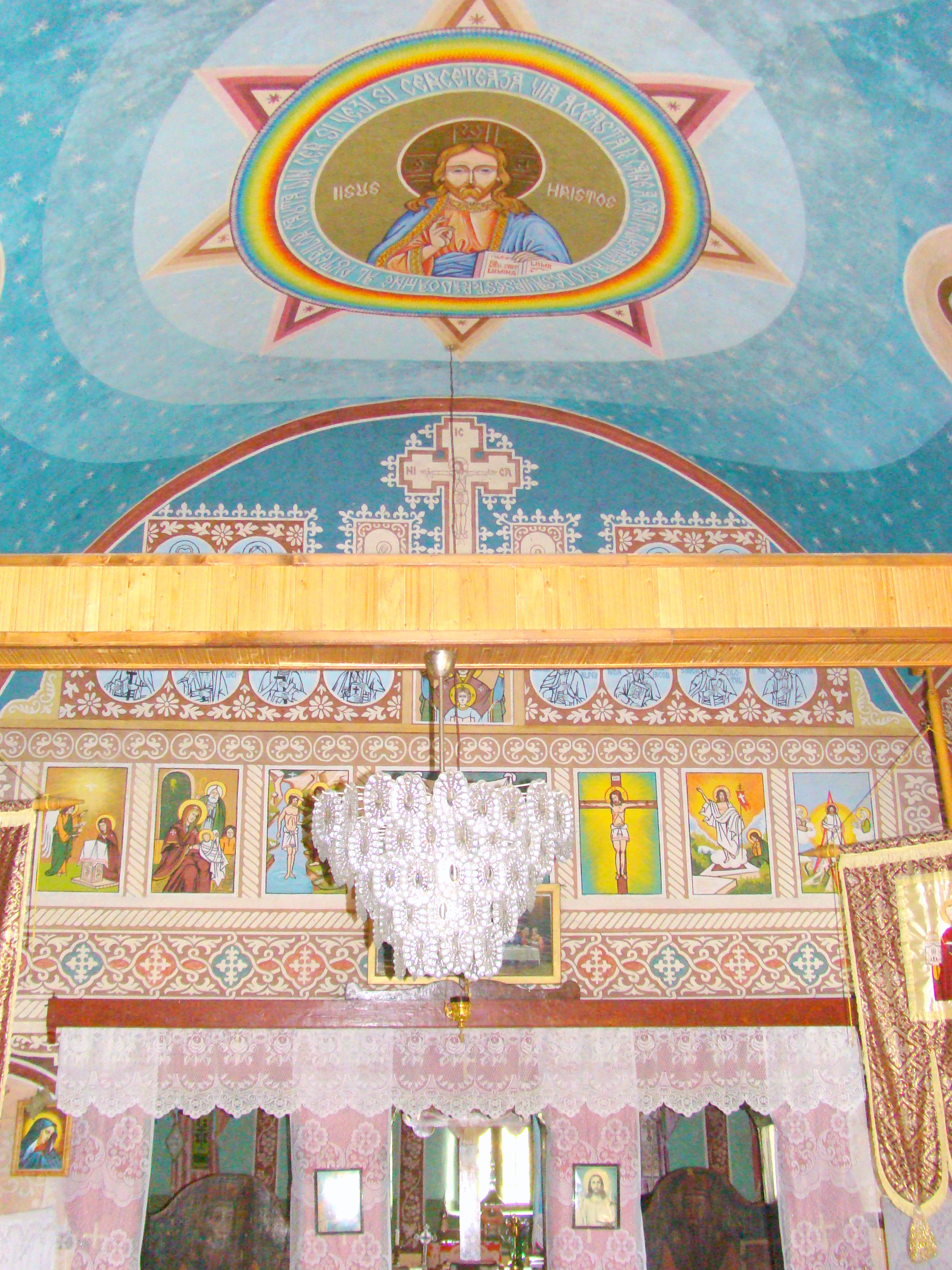
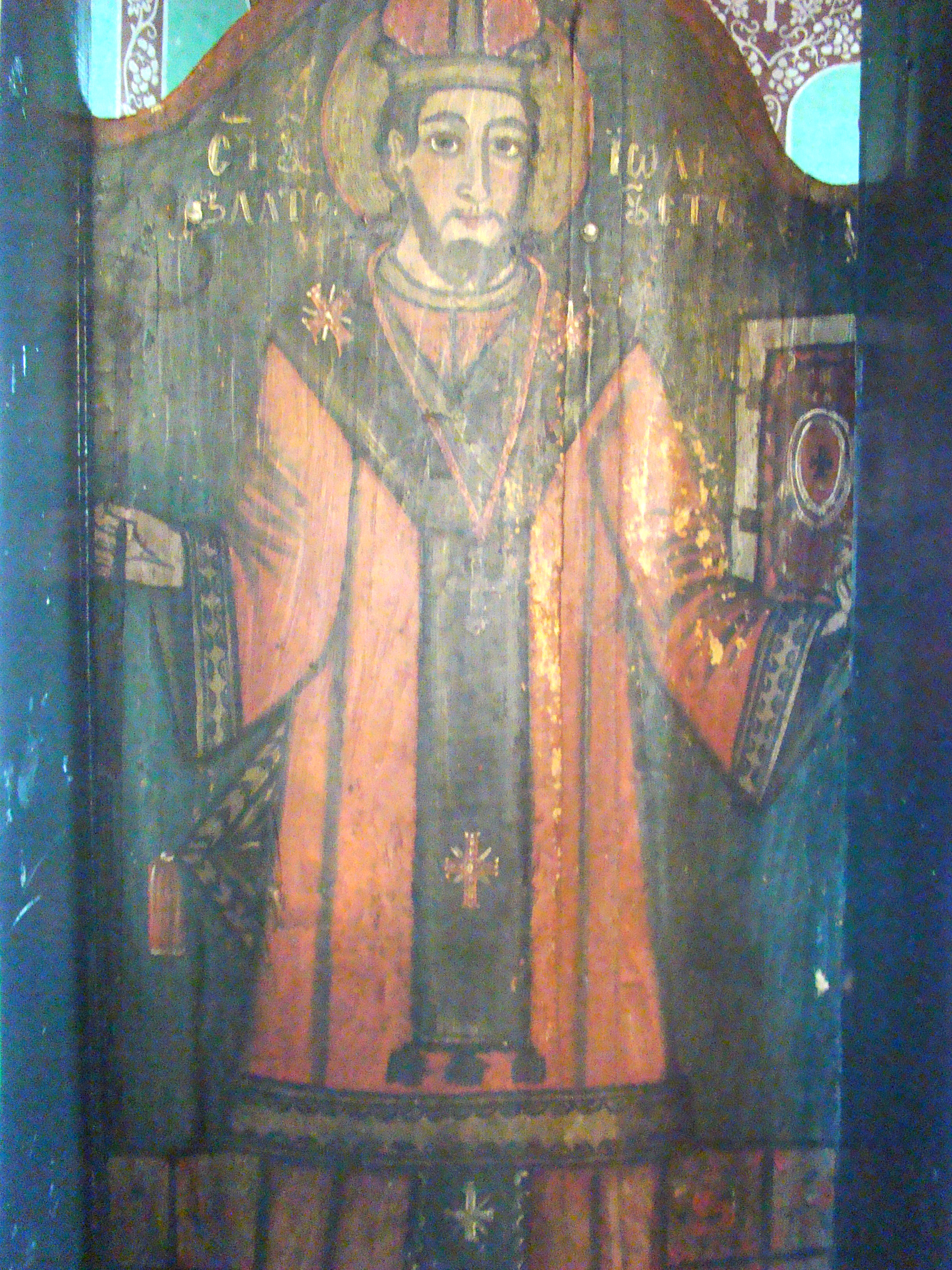
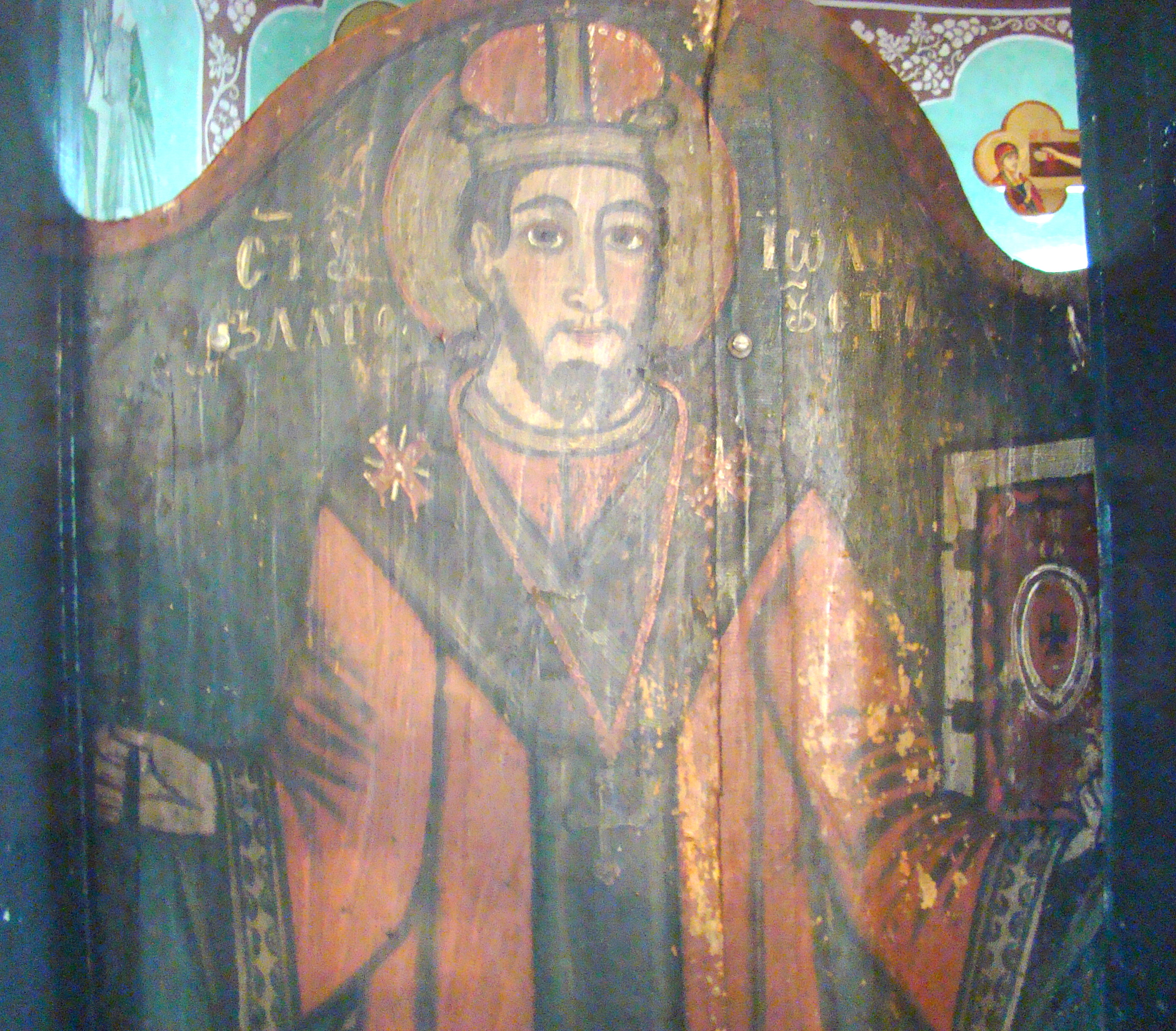
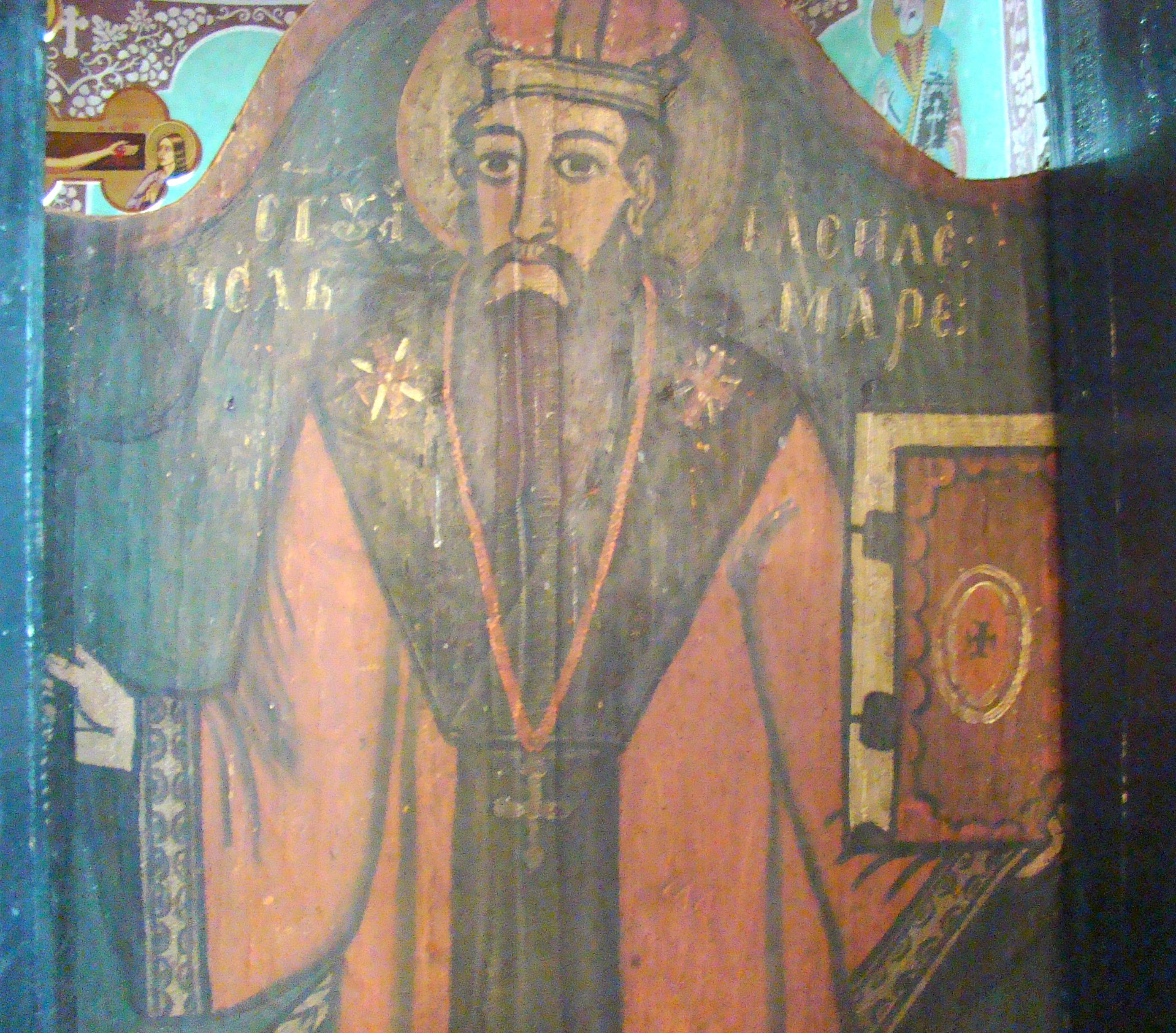
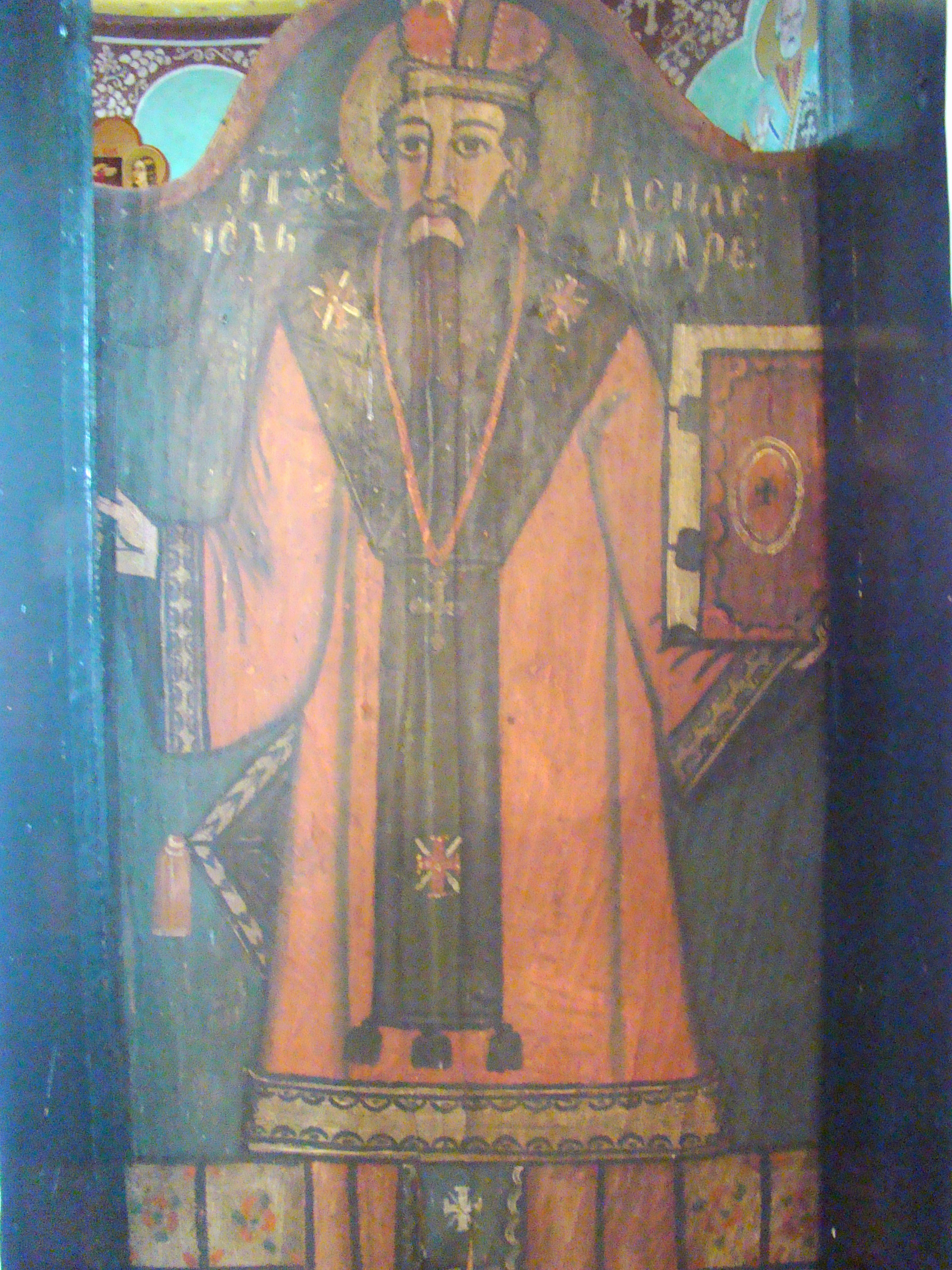
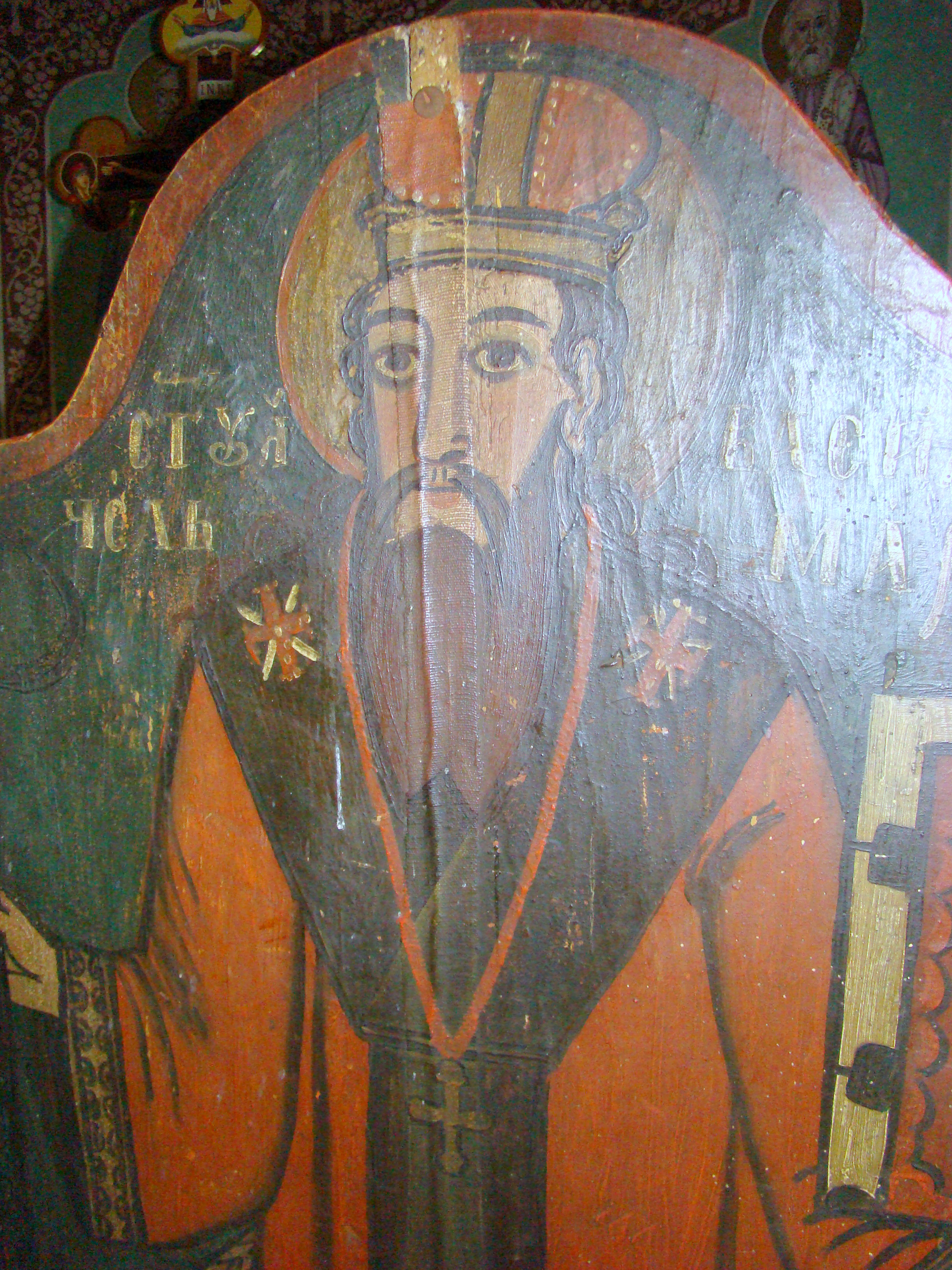
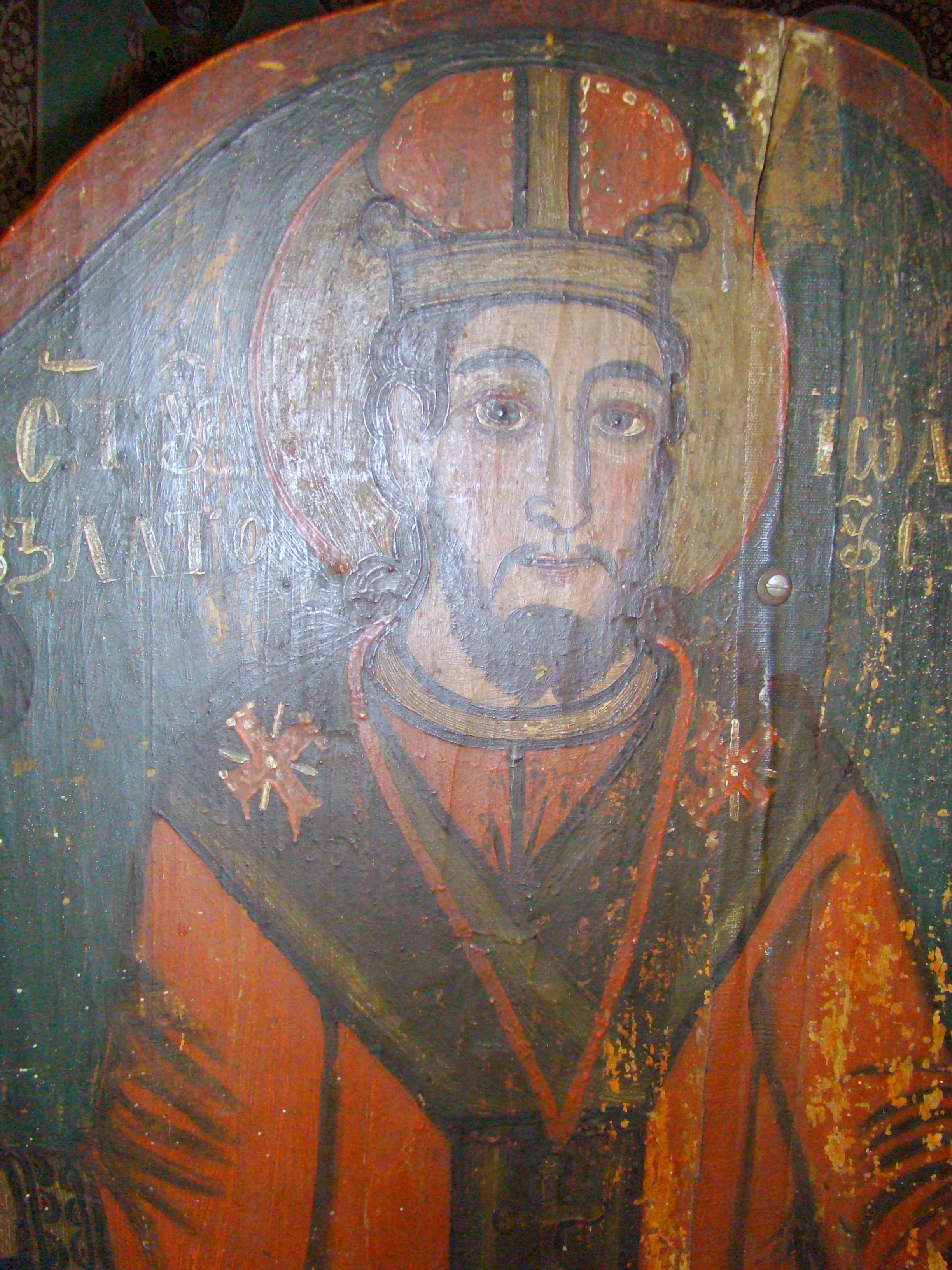
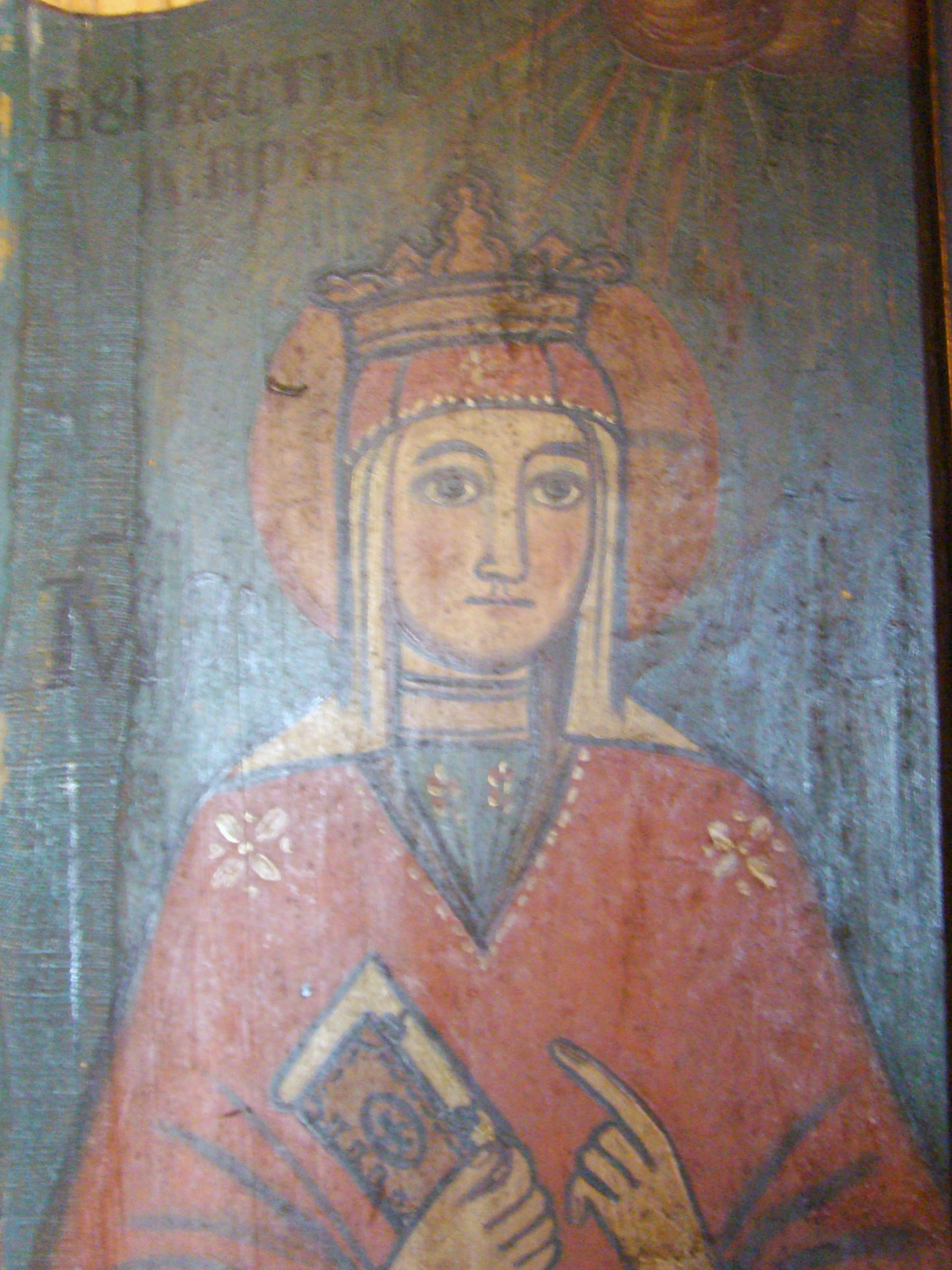
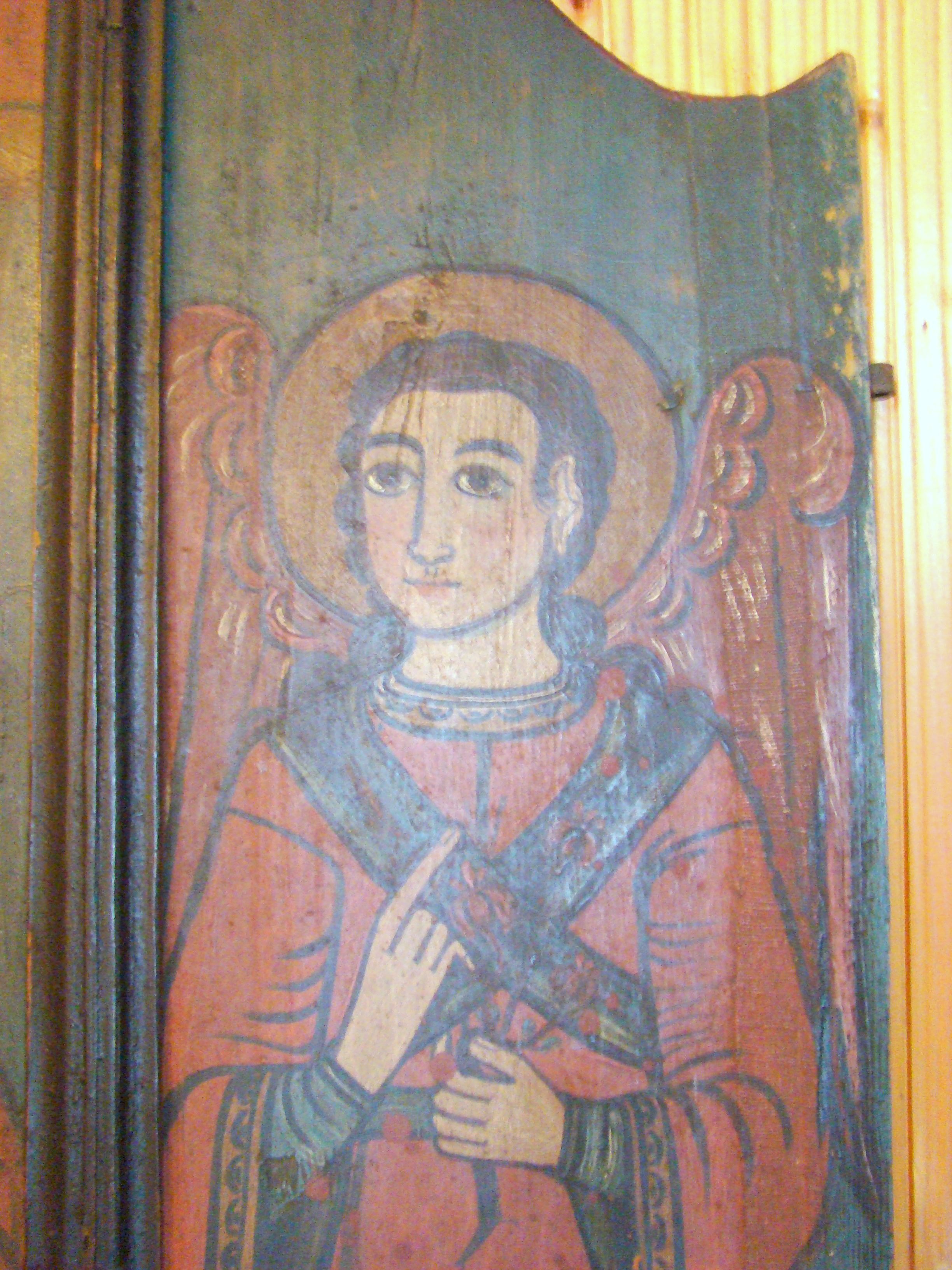
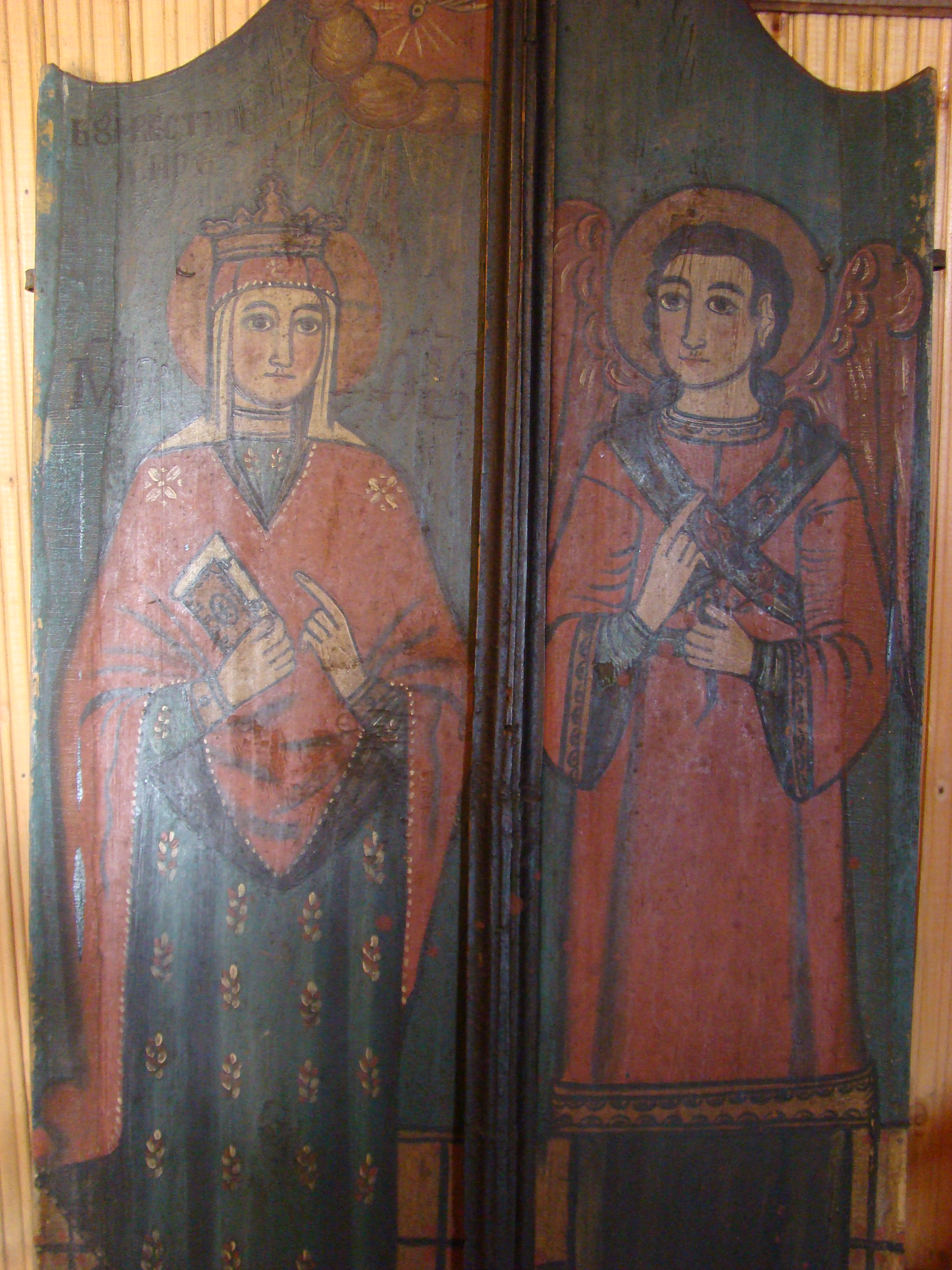
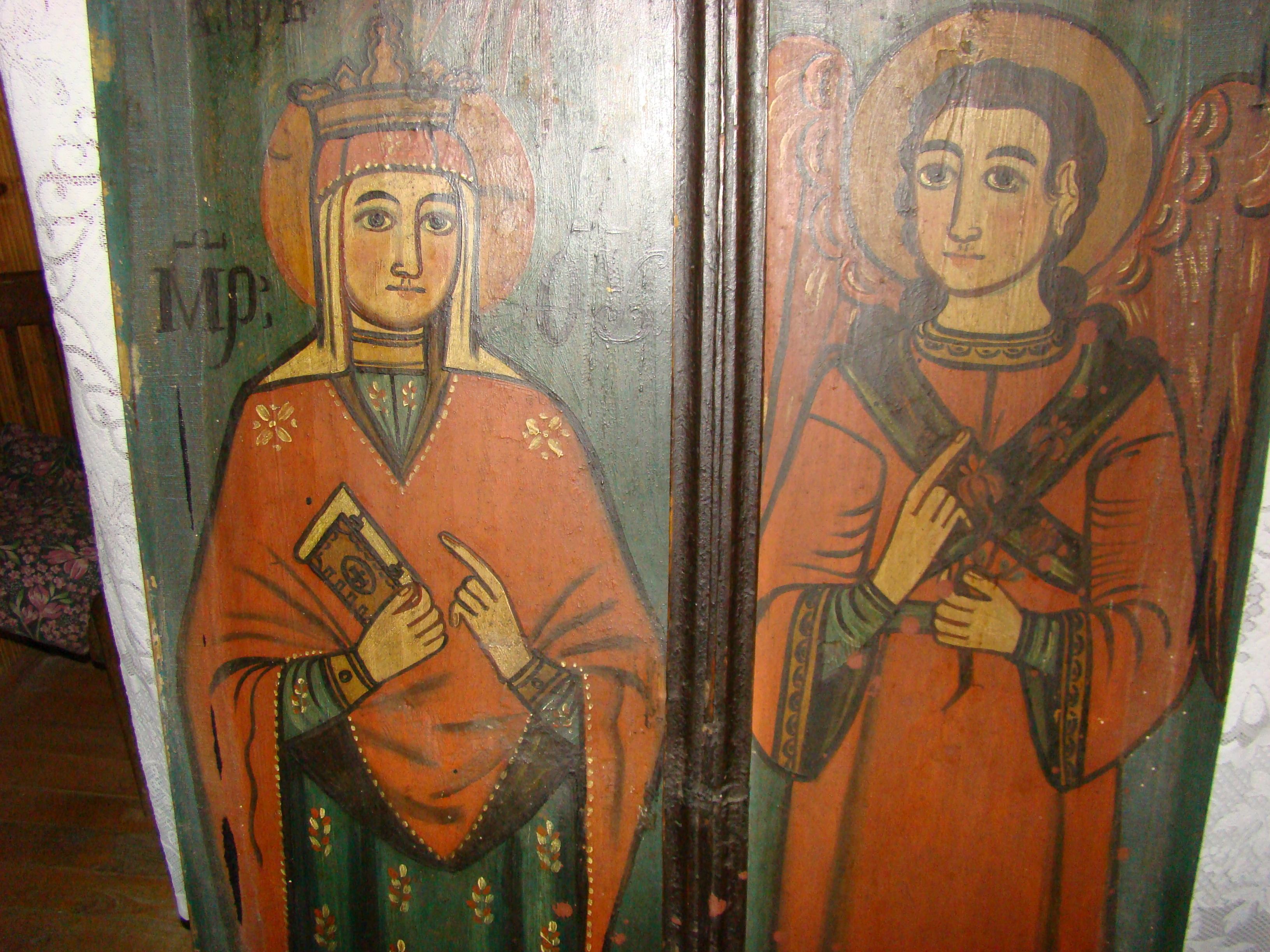
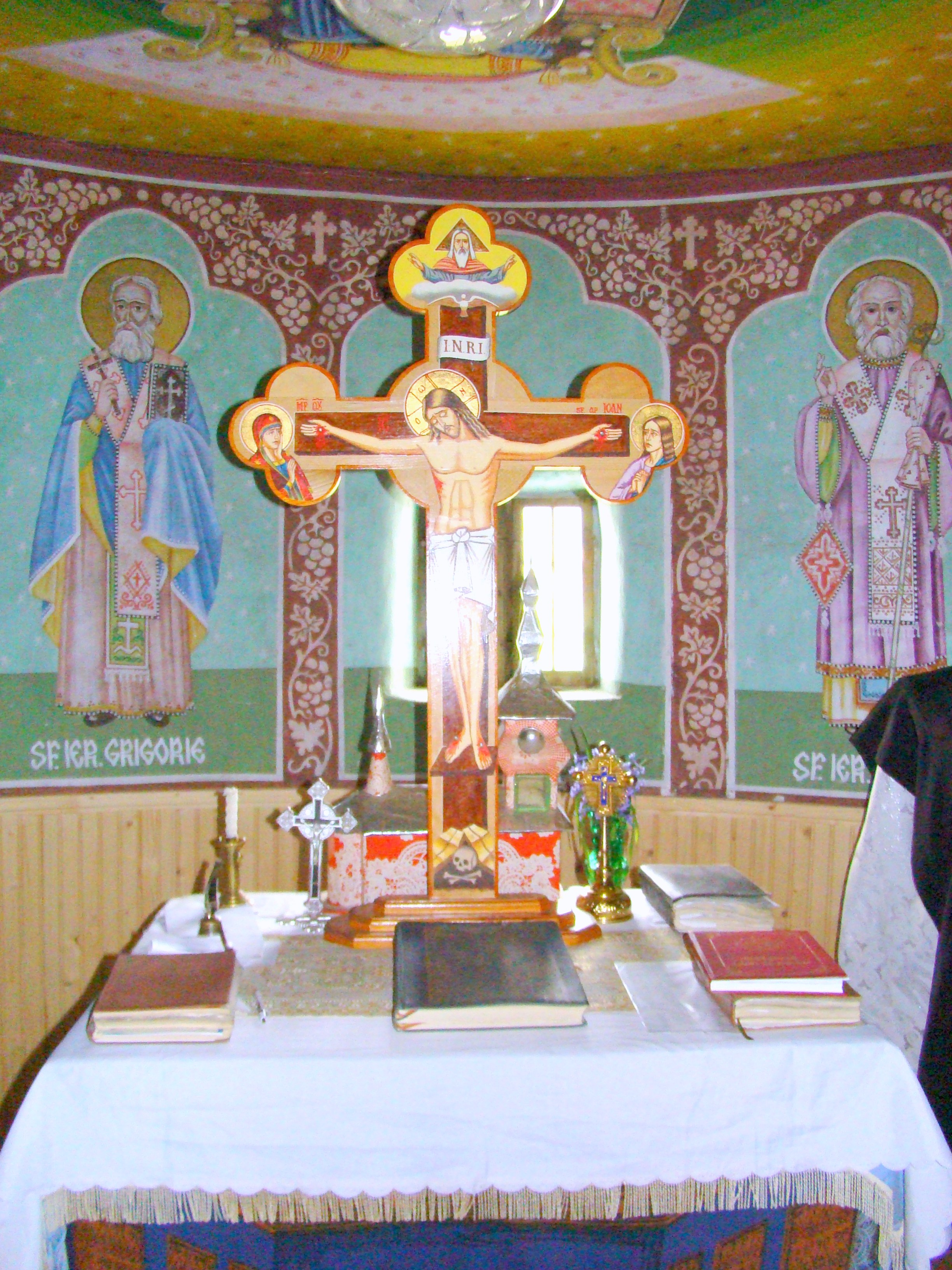

## Imagini din exterior

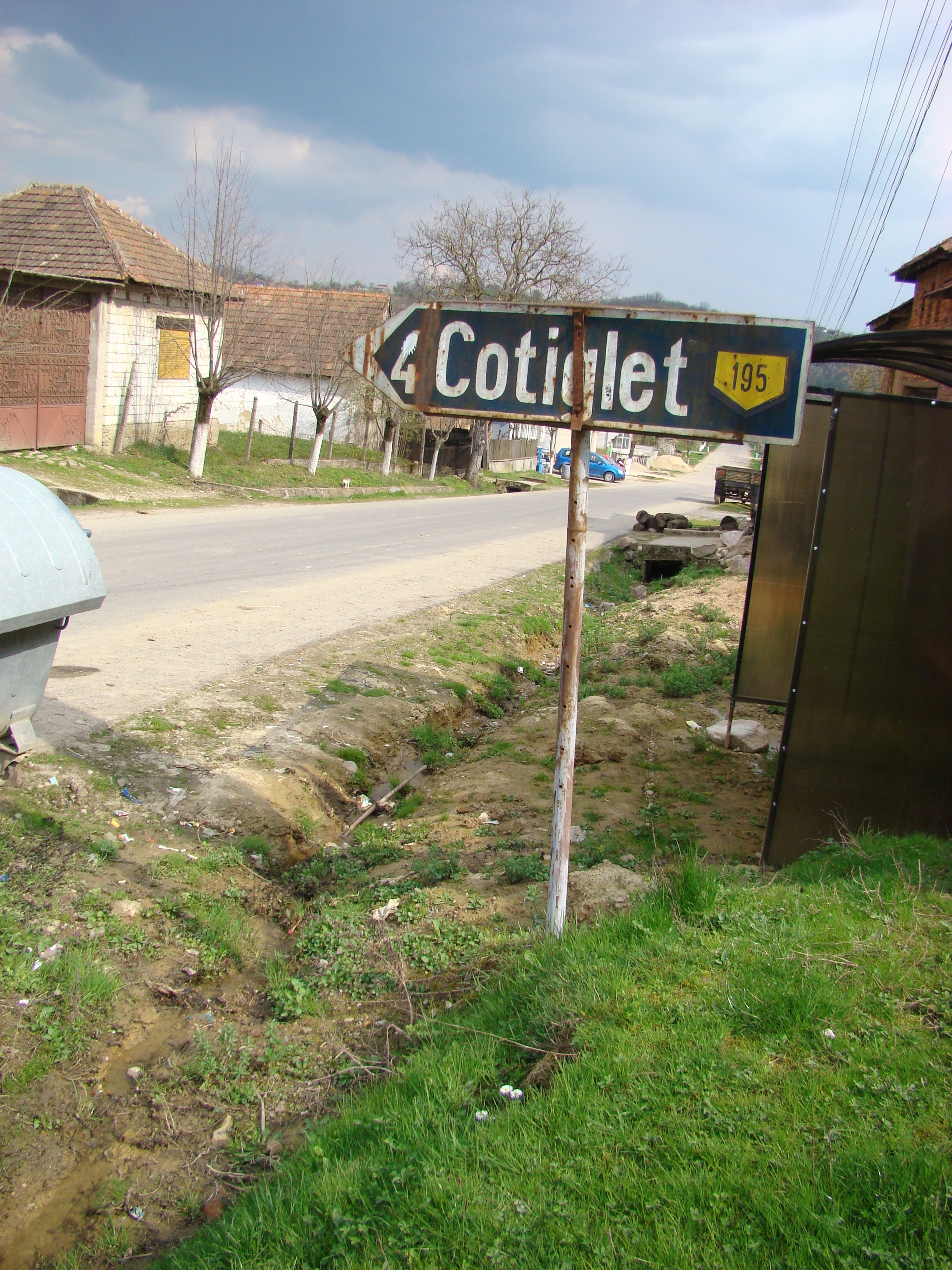
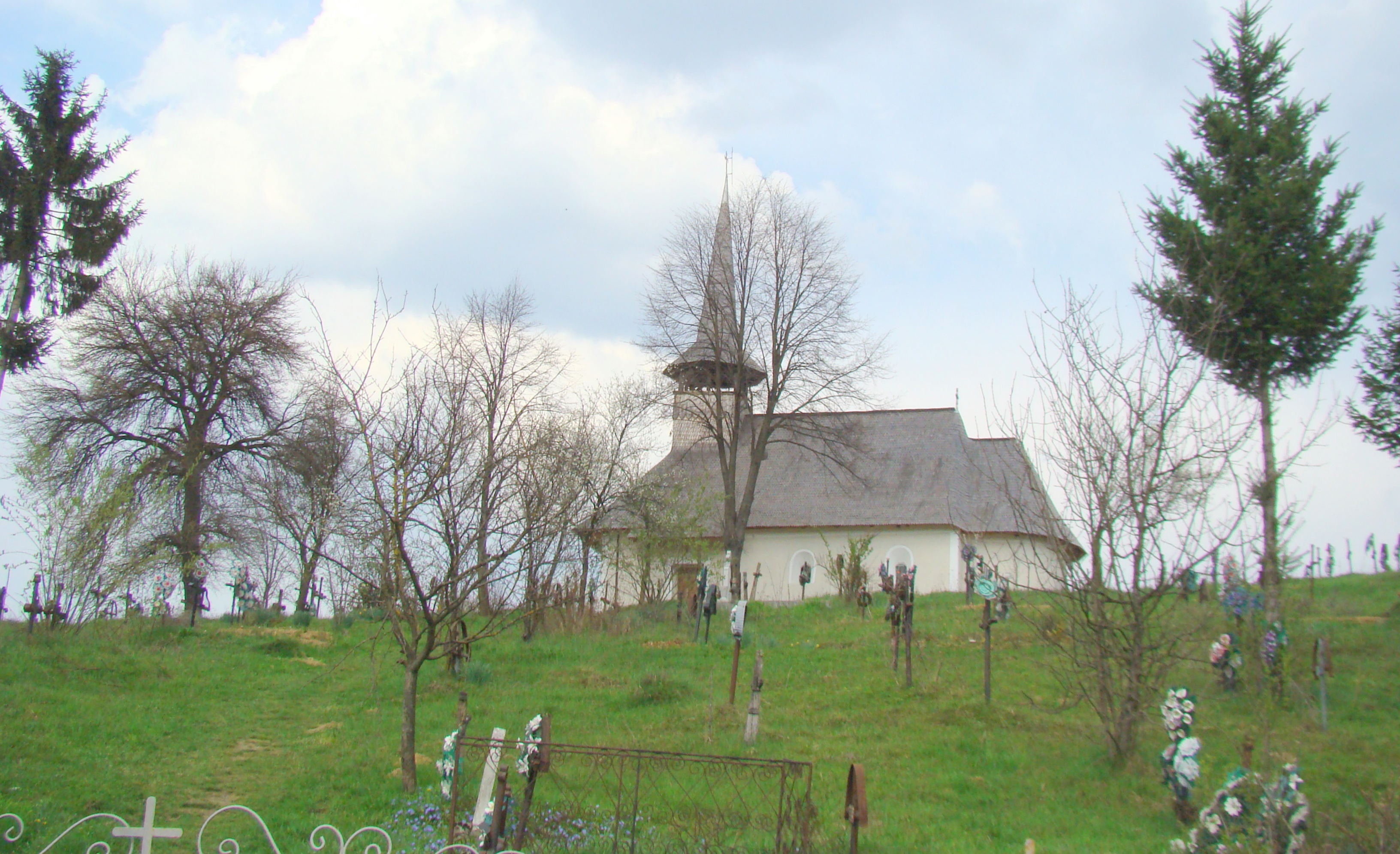
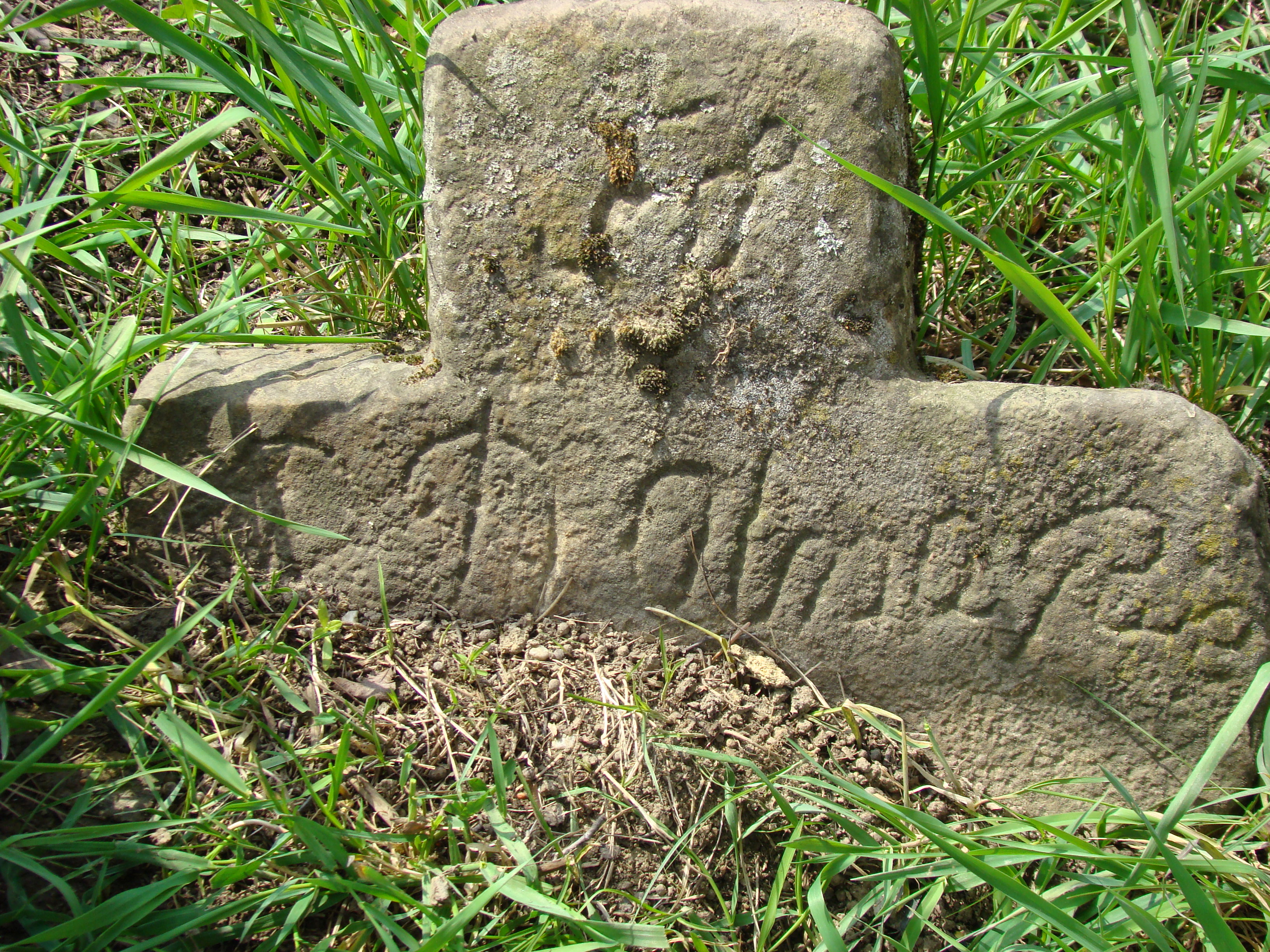
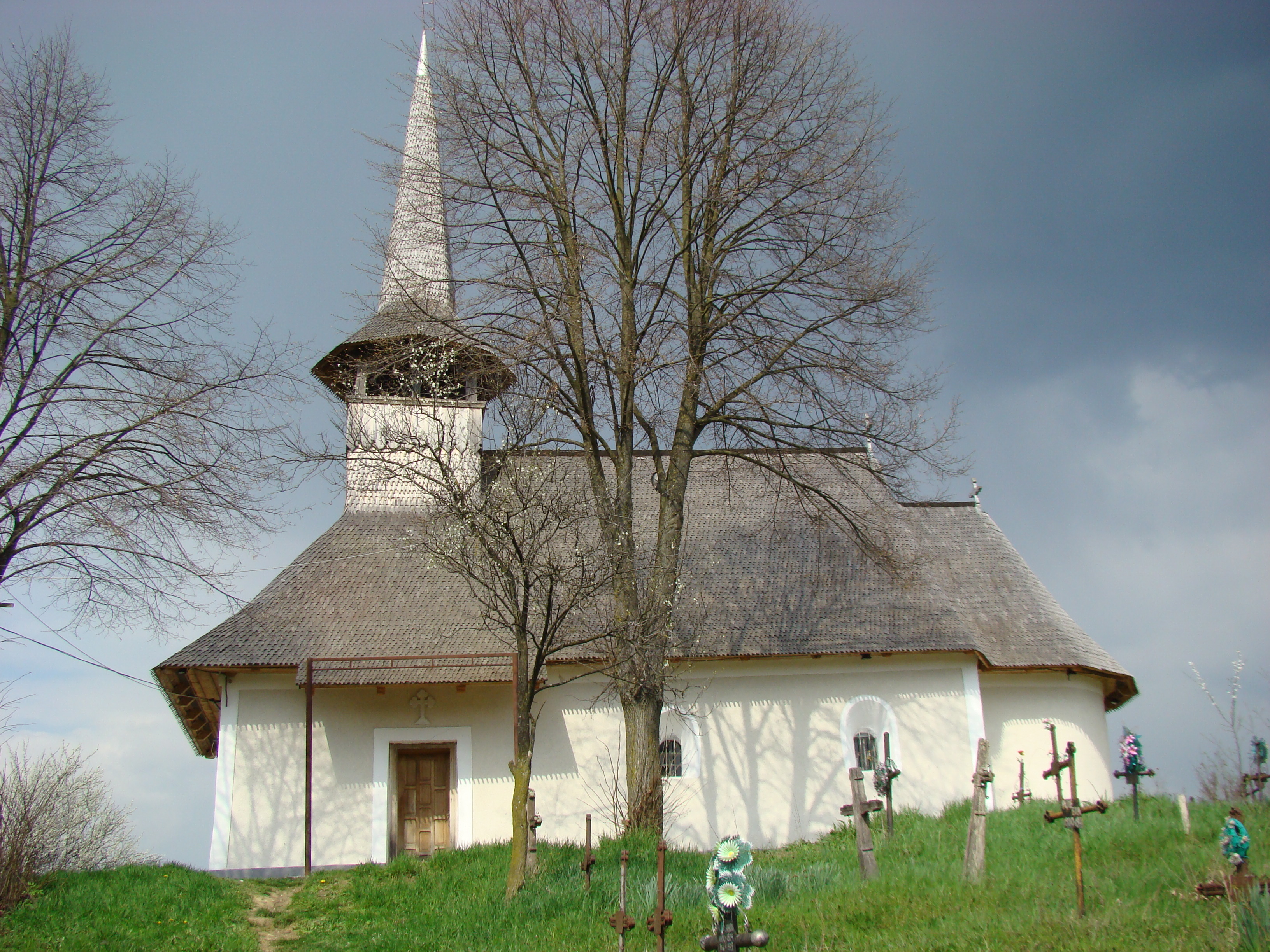
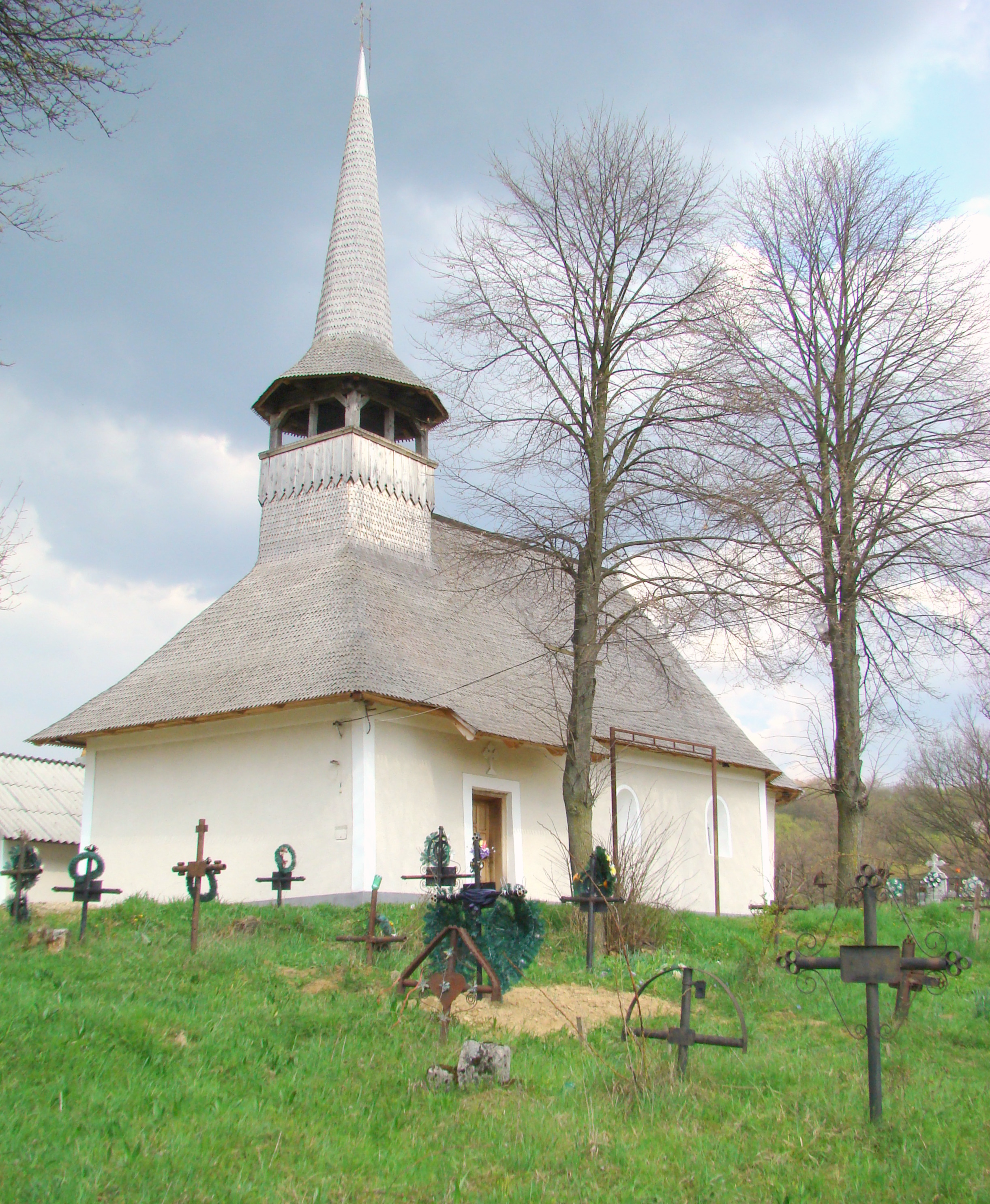
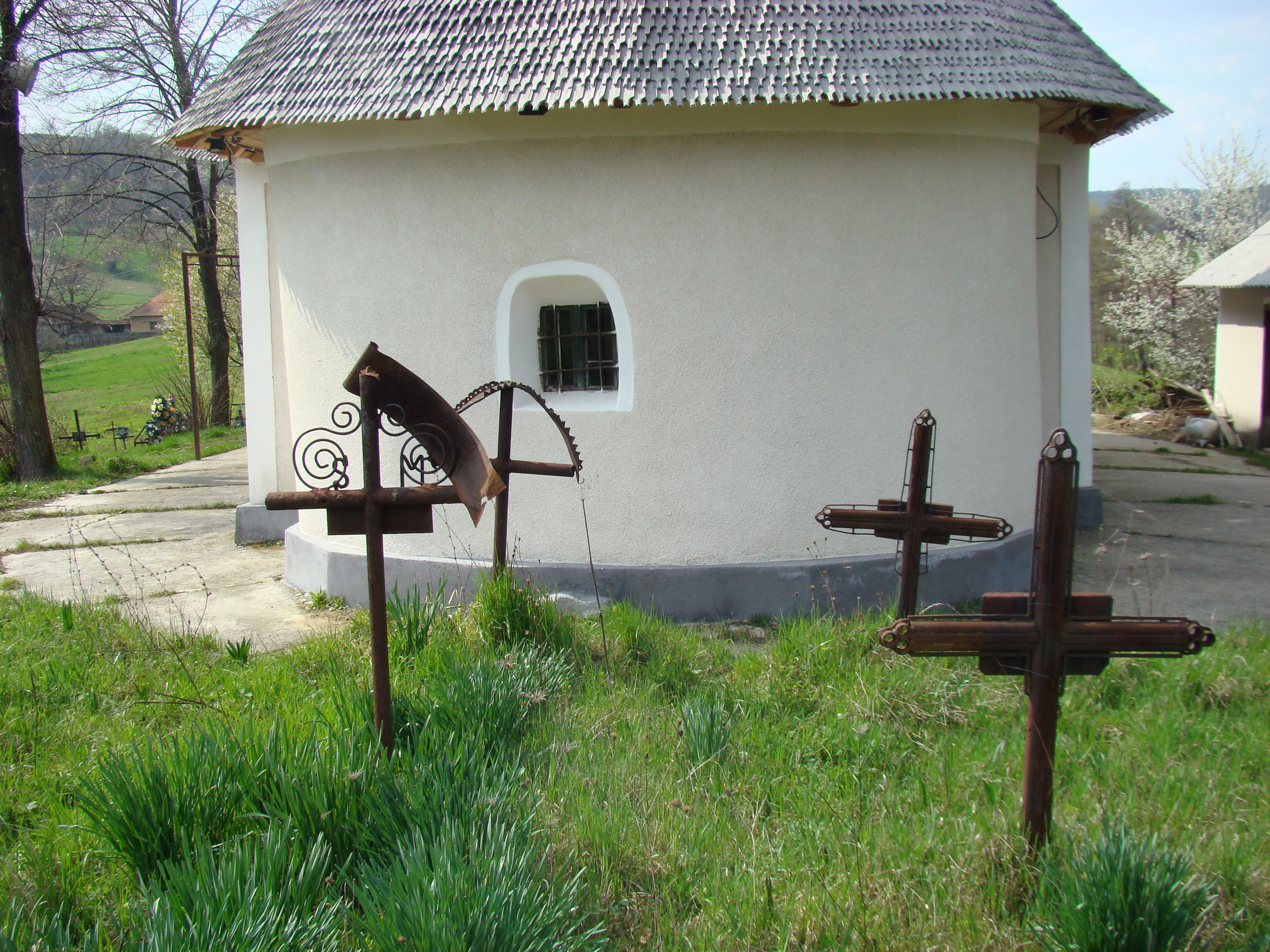
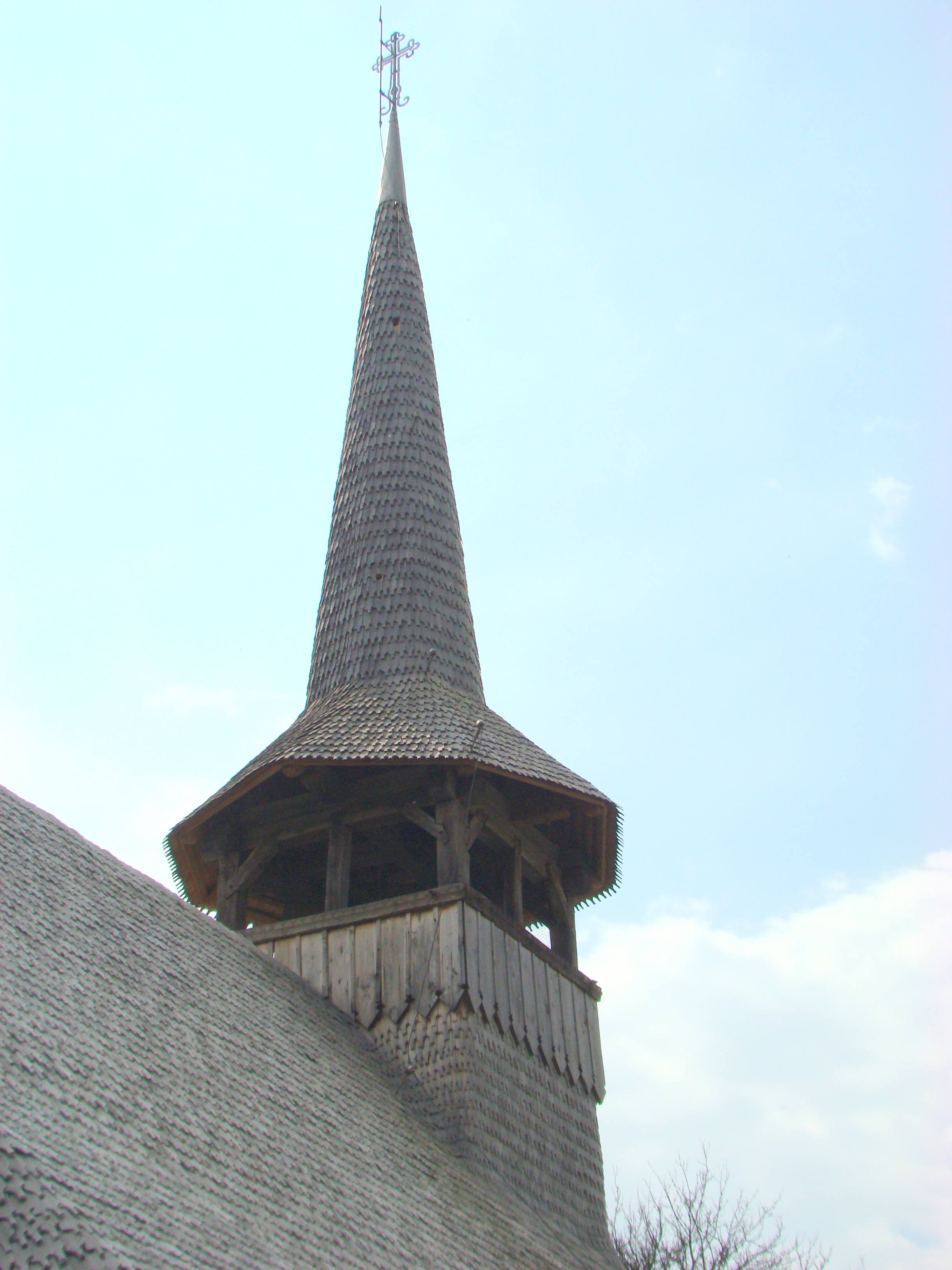
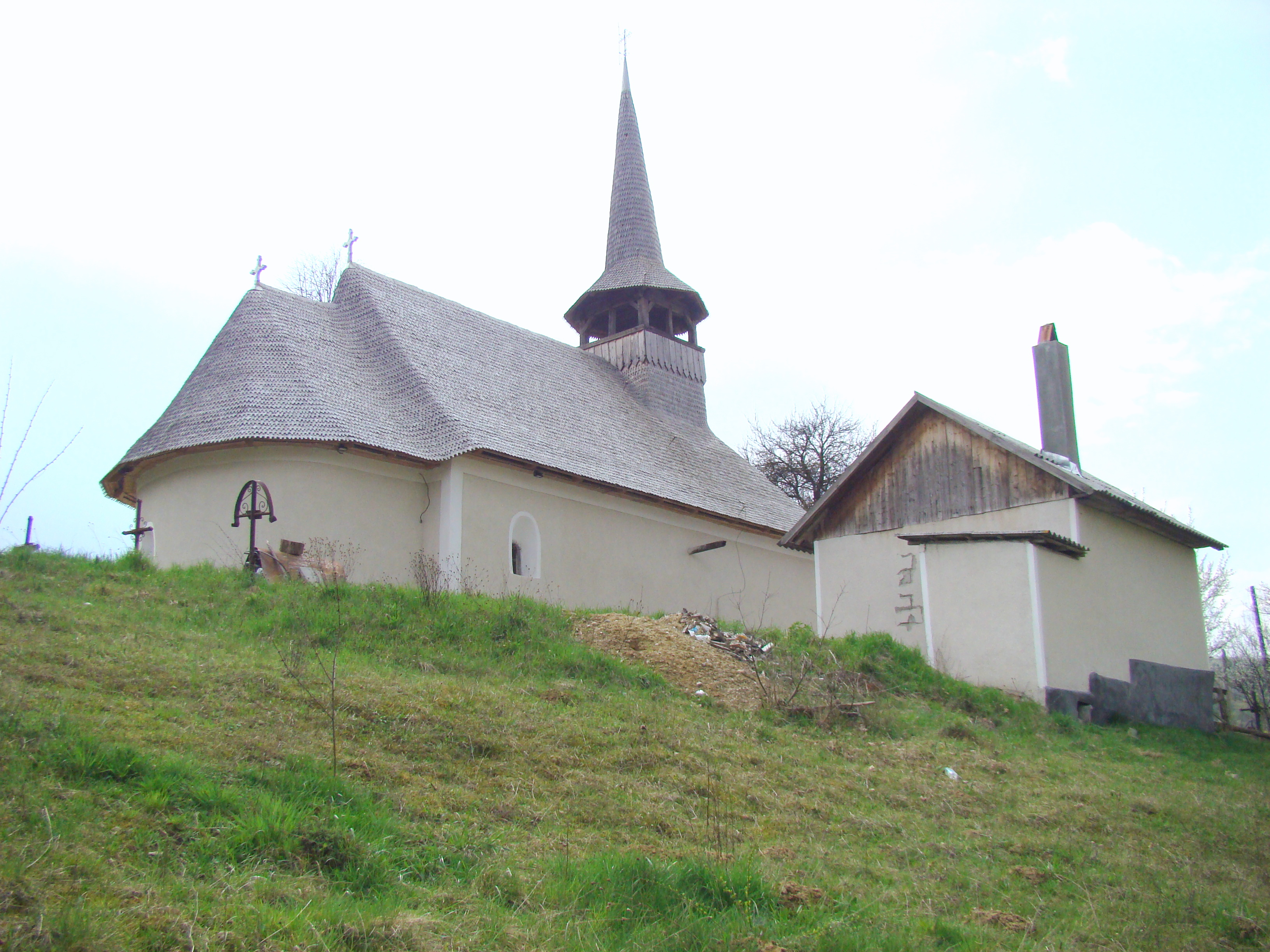
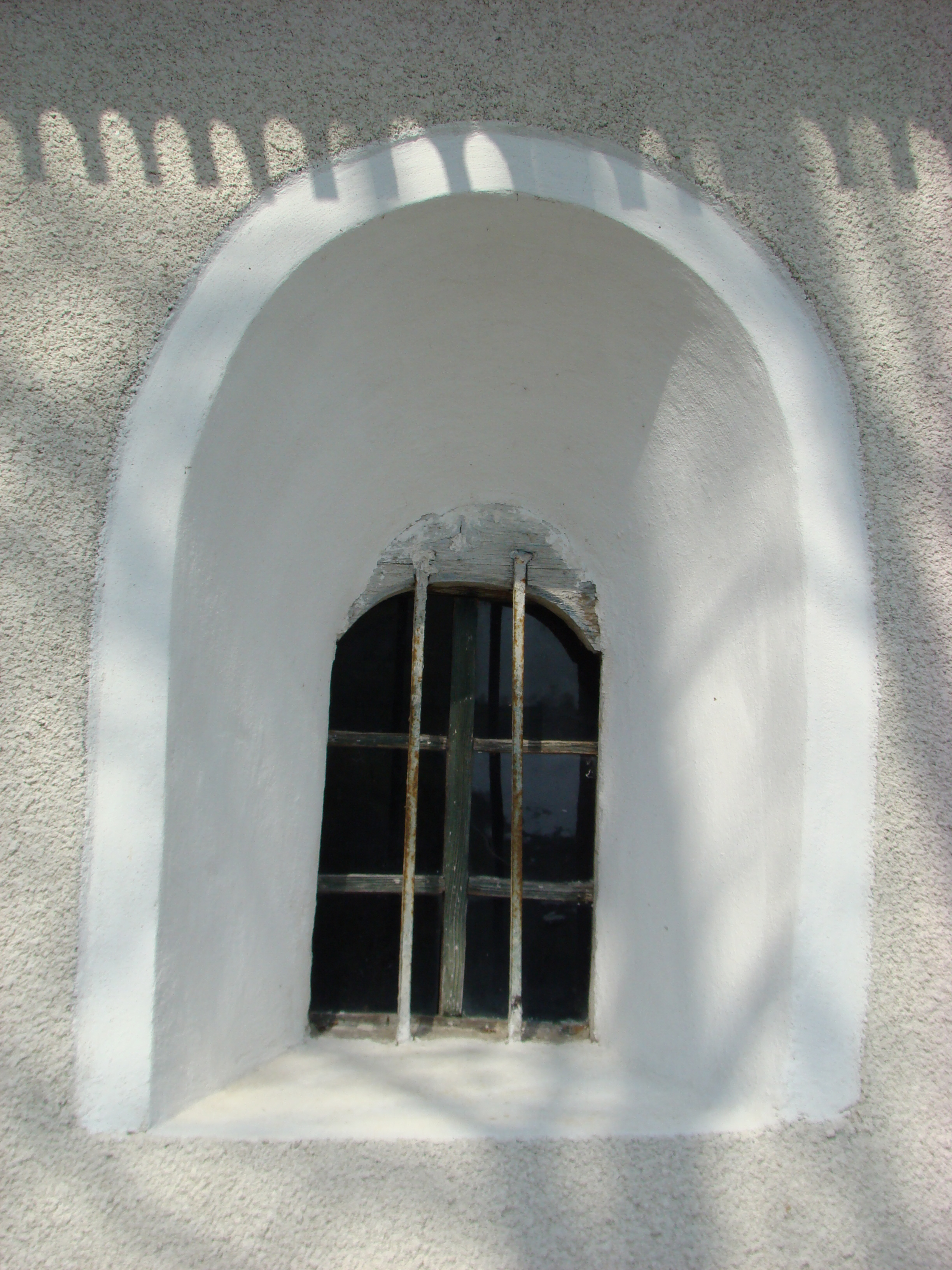
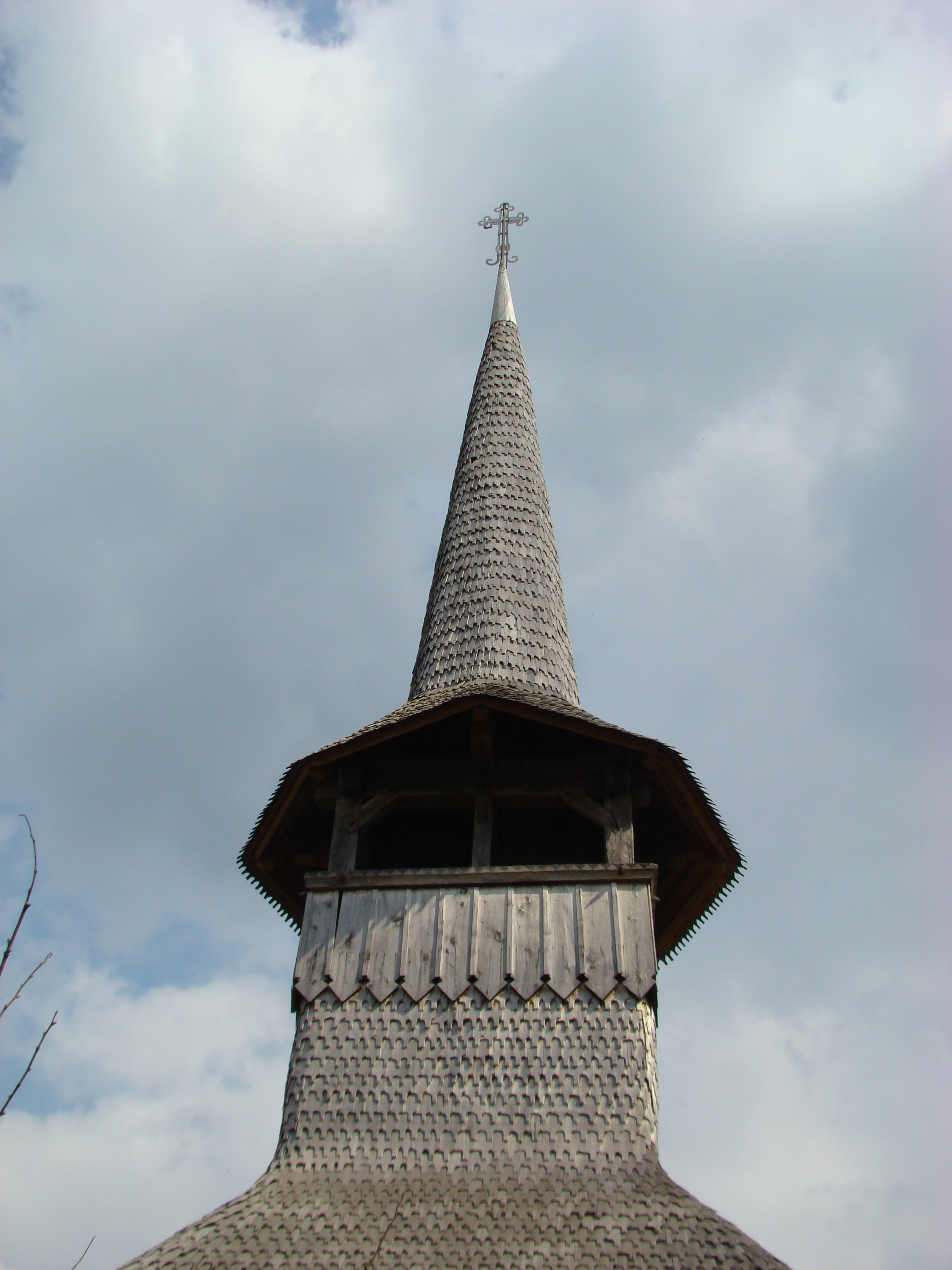
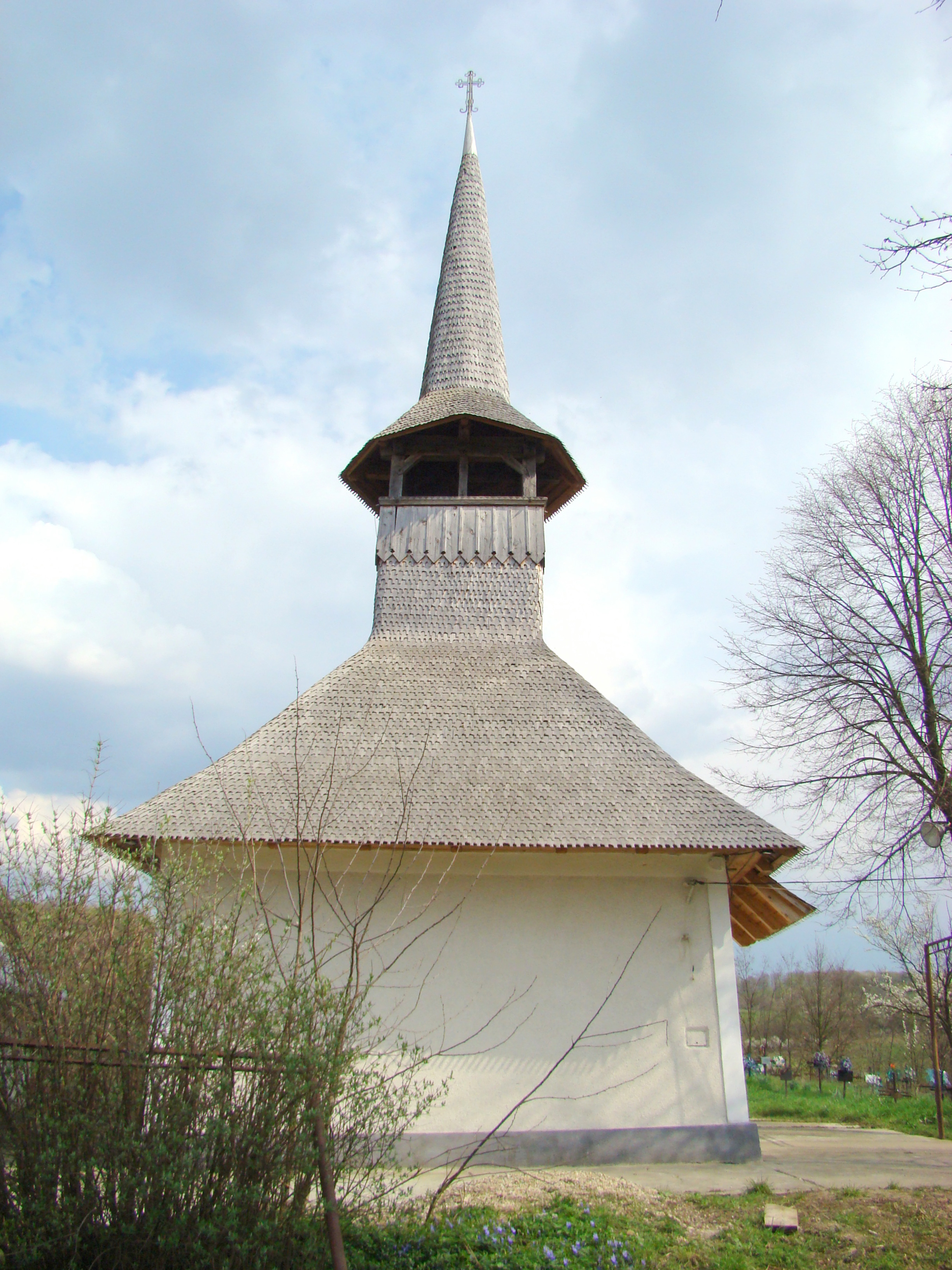
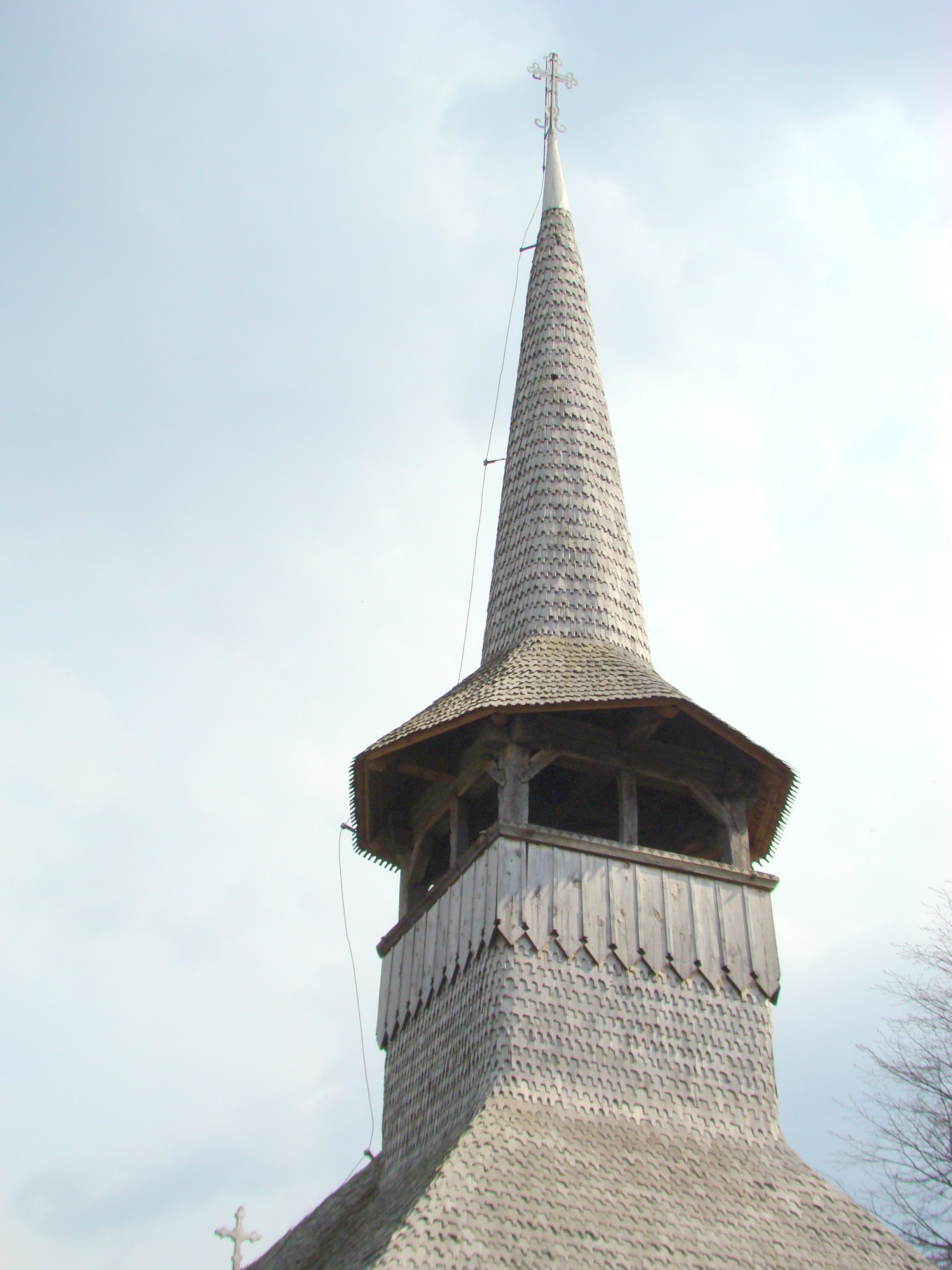
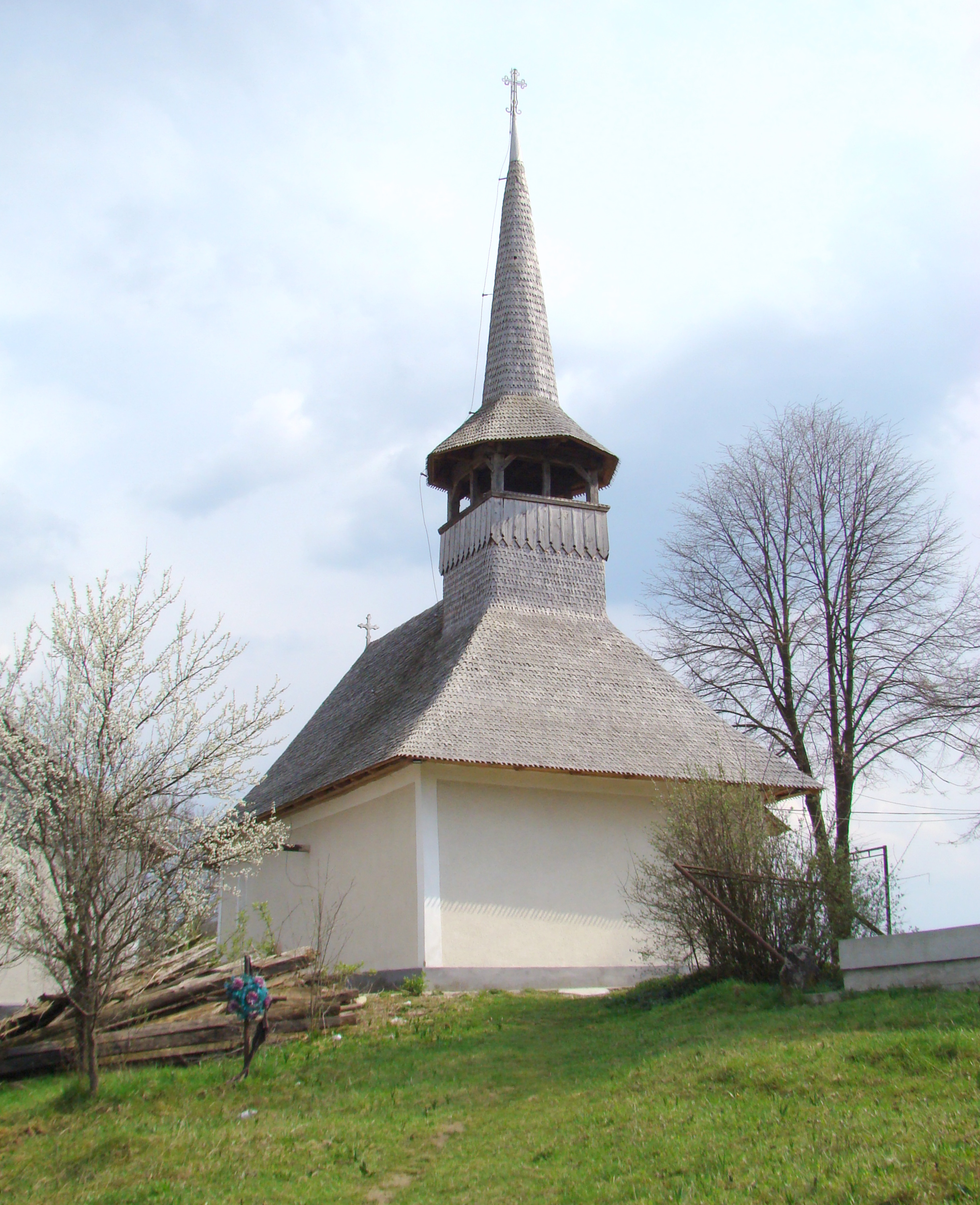
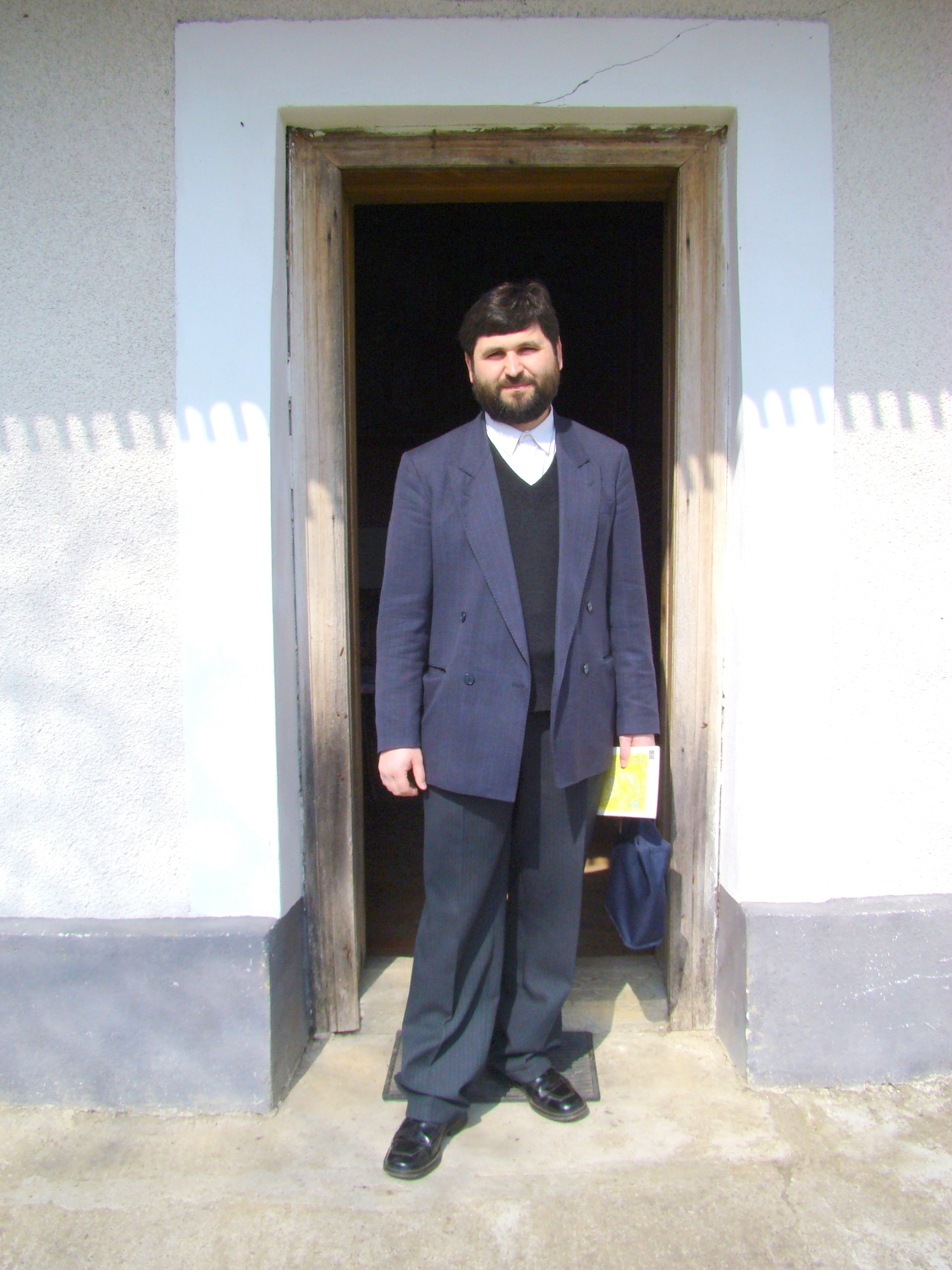
preotul paroh Bob Ștefan
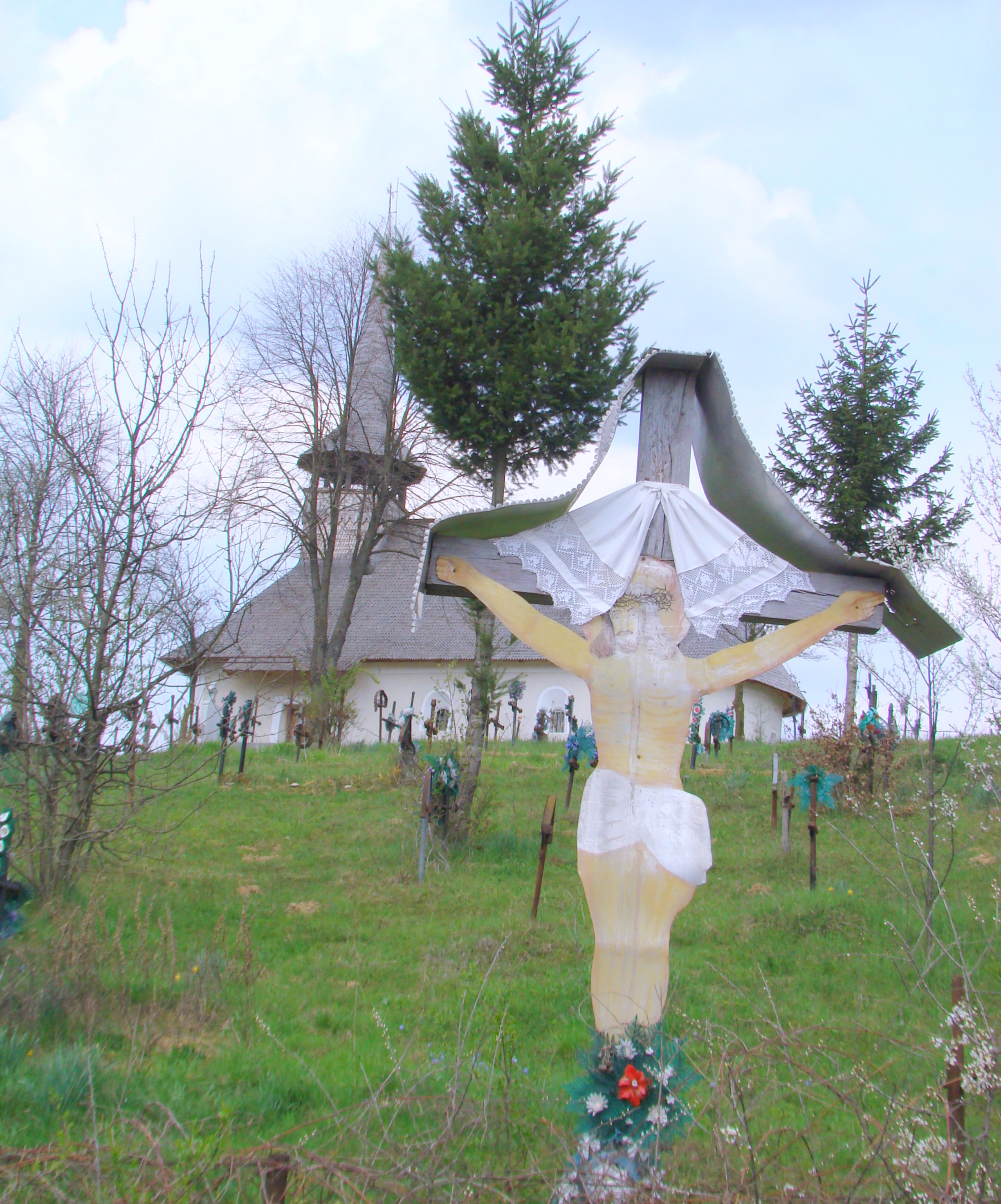